# Marderfell

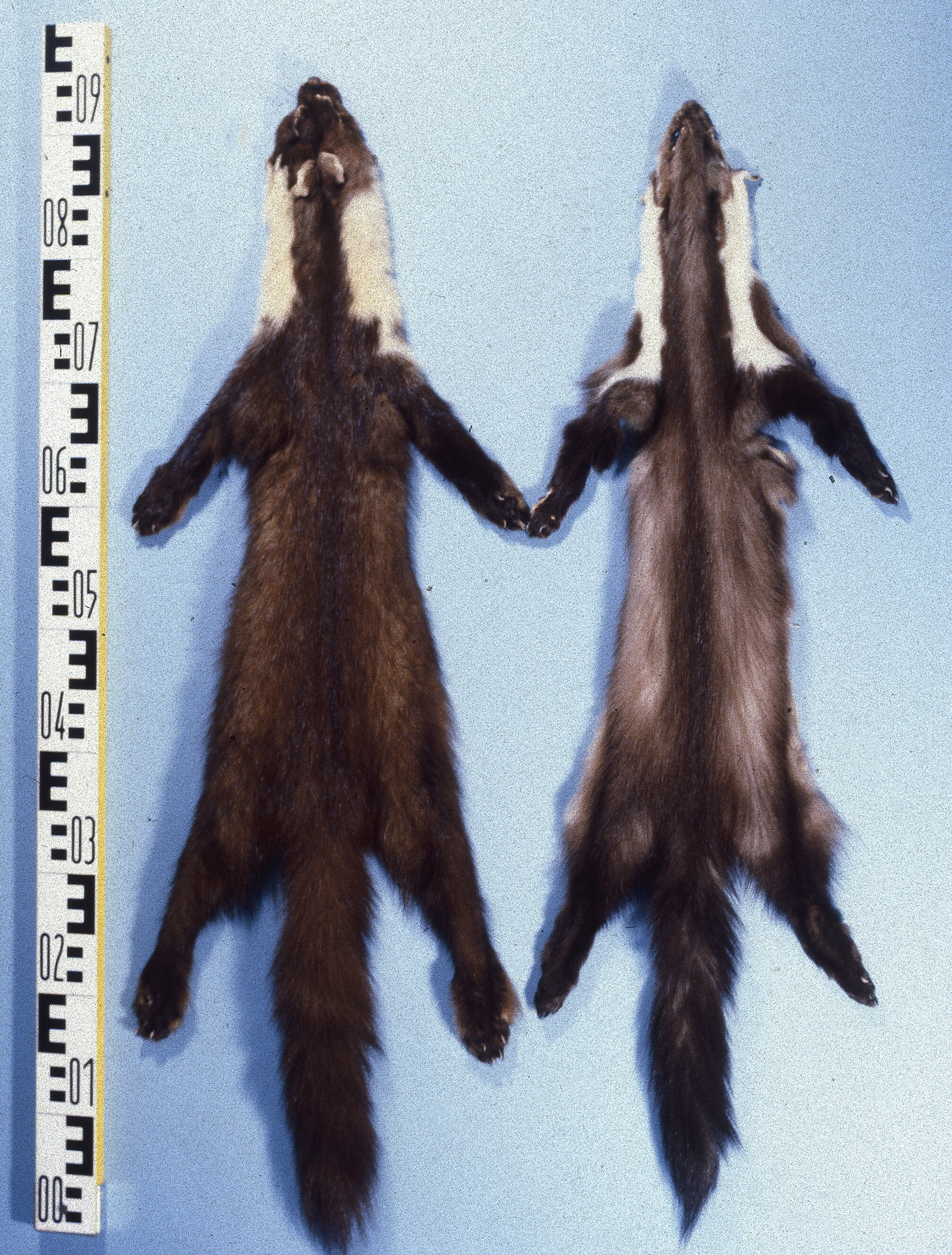
Links Baummarder-, rechts Steinmarderfell
(der Kehlfleck des Baummarders ist gelblicher als es das farbveränderte Foto zeigt)

Der Pelzhandel meint mit Marderfell vornehmlich das Fell des Baummarders, auch als Edelmarder bezeichnet sowie das des Steinmarders, zweier Tiere aus der Gattung der Echten Marder. Er folgt damit der Umgangssprache, tatsächlich werden beide Fellsorten unter ihren Gattungsnamen gehandelt. Das seidige Edelmarderfell wird, wie es der Name bereits aussagt, als besonders edel und wertvoll angesehen, das gröbere und weniger dichte Steinmarderfell wird geringer bewertet. Auch weitere, mehr oder weniger gebräuchliche Namen, wie Gold- beziehungsweise Gelbkehlchen oder Goldhals, im russischen Sprachgebrauch „weichseidiger Marder“, weisen auf die unterschiedliche Behaarung hin.
Beide Marderarten stellten schon immer ein sehr geschätztes Pelzwerk dar, von den in Mitteleuropa heimischen Pelztieren nahmen sie stets den bevorzugten Rang ein. Nicht immer war der Baummarder dabei das geschätztere Fell, die Bewertung im Handel löste sich mehrfach ab. Um die Wende zum 20. Jahrhundert erbrachte der Steinmarder den besseren Preis, etwa ab 1910 wurde der Baummarder besser bezahlt. Dies blieb so bis in die Zeit nach dem Zweiten Weltkrieg, wo Steinmarder wieder ganz besonders gefragt waren und erheblich teurer als Baummarderfelle waren. Die Nachfrage kam jedoch vornehmlich aus dem Ausland.
Wesentliche Unterscheidungsmerkmale der beiden Marder sind das seidigere, feinere Haar des Baummarders, seine dunklere, sattere Färbung, die unbehaarten Pfoten des Steinmarders und die in Form und Farbe unterschiedlichen Kehlflecke. Letztere sind jedoch kein absolut sicheres Kennzeichen der einen oder anderen Art, dazu variieren sie bei beiden Mardern zu sehr. Das Fellkleid des Baummarders ist geschlossener, gut gedeckt gegenüber dem sehr viel mehr offenen Fell des Steinmarders. Beim Steinmarder stehen die Grannen- oder Deckhaare auf dem Rücken und an den Seiten weniger dicht, sie schließen die darunter liegende Unterwolle nicht so gleichmäßig ab, dass diese nicht mit ihrer helleren Färbung überall hervorschimmert ähnlich wie beim Iltisfell, wo dies allerdings noch weit ausgeprägter ist. Meistens von grauweißer bis bräunlichgrauer Farbe, gibt die Unterwolle zusammen mit den bräunlichrötlichen Grannenhaaren dem Steinmarderfell einen blaugrauen oder bräunlichgrauen Ton von „milchschokoladenartigem“ Charakter, in dem aber auch bläuliche und rötliche, sogar lilaähnliche Schattierungen vorkommen. Beim Baummarder kann man den vorherrschenden Grundton mit braun bezeichnen, eine zumeist satte, glänzende Farbe, die allerdings manche Abänderungen haben kann, alle möglichen Übergänge von ganz Lichtem, fast Gelblichen oder Rotbraunem bis zum tiefdunklen Kastanienbraun. Die Unterwolle des Baummarders ist von stumpfer gelblichbrauner oder auch graugelber Farbe, die zuweilen aber auch eine mehr graublaue Färbung beinhaltet.
Das Vorkommen von Baum- und Steinmarder ist weitgehend gleich, der Baummarder lebt etwas weniger südlich, aber nördlicher als der Steinmarder. Der größte Teil der russischen Marderfelle kommt aus Nordrussland, gefolgt vom Kaukasus und dem Ural, während die Steinmarder wesentlich auf das Kaukasusgebiet entfallen und sonst in größerer Zahl noch in Mittelasien vorkommen.

## Baum- oder Edelmarderfell

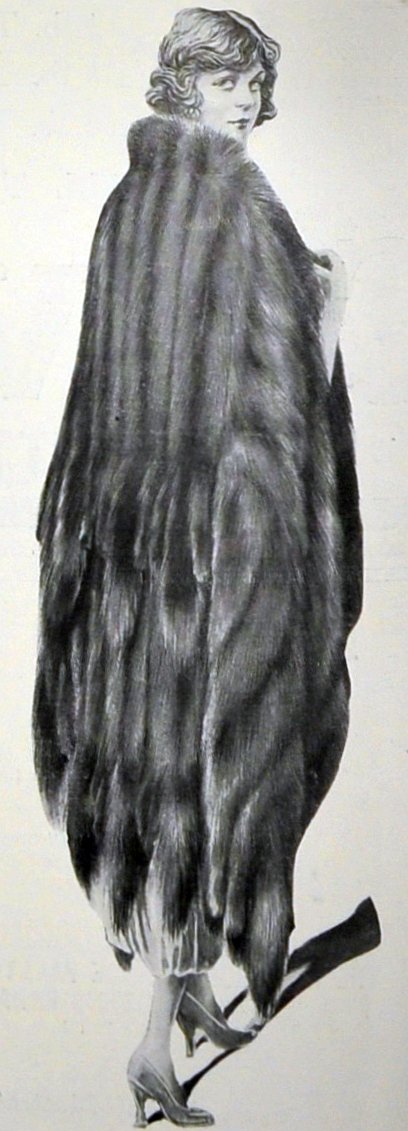
Baummardercape mit Schweifen, Firma Debenham & Freebody, London (1921)

Außer in Europa sind Baummarder als Waldbewohner vom Weißen Meer bis zum Kaukasus und östlich bis zum Ob und Irtysch verbreitet, ferner in Kleinasien und im Iran. Die Grenze ihres nördlichen Vorkommens ist etwa der 40. Grad nördlicher Breite.

### Fell (Baum- oder Edelmarder)

#### Fellfarbe
Das Fell ist 48 bis 53 Zentimeter lang, der buschige Schweif 23 bis 28 Zentimeter. Die größte Art ist der Kaukasische Baummarder mit einer Kopfrumpflänge von 50 bis 58 Zentimetern und einer Schweiflänge von 20 bis 25 Zentimetern. Eine kleinere Unterart besteht auf einigen Mittelmeerinseln (Sardinien und die Balearengruppe). Diese ist heller gefärbt mit isabellfarbenem Gesicht und einem zinnoberroten Kehlfleck.
Die Grundfarbe des Baum- oder Edelmarders ist ein gleichmäßig über den ganzen Körper verteiltes glänzendes Braun mit Übergängen von gelblichbraun, fast beigefarben bis tiefdunkelnussbraun oder kastanienbraun, die Wamme ist oft heller schattiert. Der Schweif ist dunkler. Der sich vom Mundwinkel zur Brust hinziehende Kehlfleck ist gelblich- bis rötlichbraun (beim Steinmarder weiß), mitunter auch dottergelb und hebt sich vom übrigen Fell mehr oder weniger stark ab, die Form ist in der Regel mehr abgerundet als beim Steinmarder und fast nie gegabelt. Oft nimmt er die Form eines Brustlatzes an. Daneben kann der Baummarder mitunter einen weißlichgrau bis gelb getüpfelten oder weißgrauen bis weißen Kehlfleck aufweisen, daneben doch auch gezackte und gegabelte Formen aufweisen, wie sie im Allgemeinen für den Steinmarder typisch sind.
Zwischen den Hinterbeinen befindet sich ein rötlicher Fleck, der dunkelbraun gesäumt ist und von dem sich zuweilen ein schmutziggelber Streifen zur Kehle hinzieht. Die Füße und der Schwanz sind dunkel, mitunter fast schwarz. Die fast dreieckigen Ohren mit abgerundeten Ecken haben an den Rändern eine graugelbliche Farbumrandung. In Mitteleuropa überwiegen bei gelblichgrauer bis gelblichbrauner Unterwolle im Allgemeinen mehr die nussbraunen Farben. Die Jungtiere kommen mit grauem Pelz und den hellen Kehlflecken zur Welt, werden aber bereits im ersten Monat baummarderfarbig. Die Hinterbeine sind verhältnismäßig lang.
Offenbar kommen auch häufiger fleckige Felle vor. 1844 wurde geschrieben, dass diese Flecken der weniger wertgeschätzten Qualität von den deutschen Kürschnern und Jägern „Honigflecke“ genannt wurden. Es würde geglaubt, dass sie dann entstünden, wenn sich das Tier leckt, nachdem es den Hummeln ihren Honig geraubt und gefressen hätte.

#### Fellstruktur
Typisch für die dichte, weiche und glänzende Behaarung des Baummarders sind lange Grannenhaare und eine kurze, auffallend feine und weiche Unterwolle, die an der Vorderseite hellgrau, hinten und an den Seiten gelblich gefärbt ist. Auf der Oberlippe liegen vier Reihen von Schnurrhaaren, außerdem Borstenhaare unter den Augenwinkeln und an der Kehle. Das Oberhaar ist etwa 60 bis 70 Millimeter lang, am Schweif 80 Millimeter, das Unterhaar ist 30 bis 40 Millimeter lang. Im Gegensatz zum Steinmarder sind die Fußsohlen des Baummarders stark behaart.
Im Vergleich zum sehr ähnlichen Zobel erscheint das tendenziell gering gröbere Baummarderfell etwas struppiger und es fehlt das „Wasser“, die beim Zobel über das ganze Fell verteilten feinen silbrigen Haare.
Der Haarwechsel erfolgt zweimal jährlich, im Oktober/November zum dunkleren, dichteren Winterpelz und im März zum Sommerfell. Der Haarwechsel erfasst nacheinander Schultern, Rücken und die anderen Körperteile. Das Sommerfell ist flacher und infolge der schwächeren Unterwolle dunkler. Die Qualität nimmt bereits Ende Januar ab, so zum Beispiel bei den bayrischen und Tiroler Sorten. Die Kraft der Haare beginnt dann nachzulassen (Nachfallware).
- Der Haltbarkeitskoeffizient für Baummarderfelle wird mit 40 bis 50 Prozent angegeben.[Anmerkung 1][7] Bei einer Einteilung der Pelzarten in die Haar-Feinheitsklassen seidig, fein, mittelfein, gröber und hart wird das Baummarderhaar als seidig eingestuft.[8]

### Handel des Baummarderfells
Der Fachhandel unterscheidet das Aufkommen der Felle hauptsächlich in drei Regionen: Europa, Kleinasien und Asien.
Der größte Baummarder ist der kaukasische. Die besten Felle kommen aus Skandinavien (beste Norwegen, fast gleich, nur manchmal etwas heller aus Schweden), mit sehr langem und dichtem Haar. Nordrussische, kaukasische und Ural-Felle sind mitunter etwas gröber im Haar, haben aber einen hohen Glanz und gute Farben. Sehr gute Felle kommen auch aus dem Alpengebiet, Tiroler und Schweizer sind in der Qualität gleich bestimmten russischen Vorkommen. Es folgen die gelb- bis dunkelbraunen deutschen Edelmarder, von denen die bayrischen die besten sind. Gewöhnliche russische und polnische sind zwar verhältnismäßig seidig, aber nicht so gut in der Farbe. Sie werden häufig nachgefärbt. Südliche Baummarder, wie die oft dunkelfarbigen italienischen, die ungarischen und türkischen sind zwar teilweise auch seidig, aber meist kleiner und schmaler.  Trotz der großen Verbreitung sind die Farbunterschiede von Tieren aus verschiedenen Gegenden jedoch nicht wesentlich, für den Fellwert jedoch durchaus von Bedeutung.

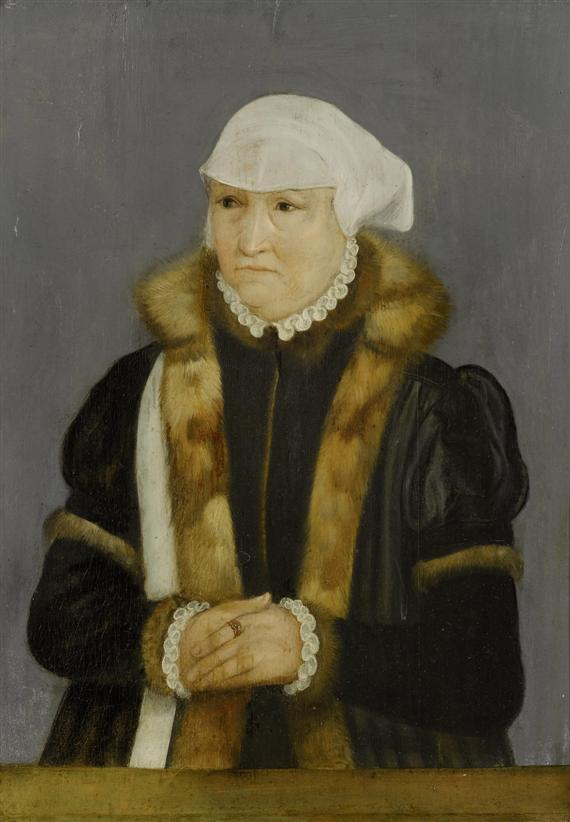
Dame mit Besatz aus Baummarderköpfen (16. Jh.)
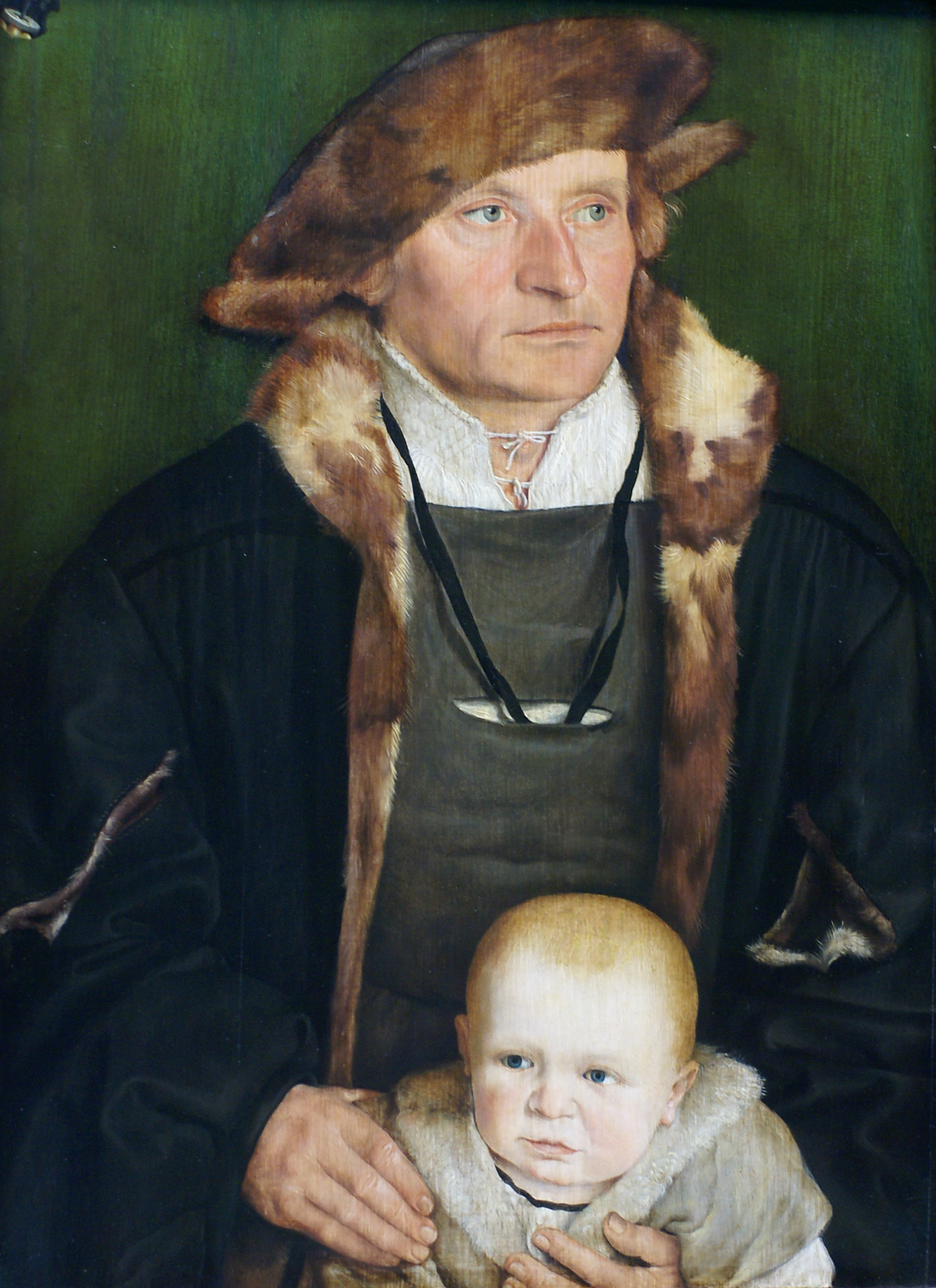
Hans Urmiller mit Steinmarder-Innenfutter und -Kappe (1525)

#### Farben
Als Farbbeschreibung werden alle möglichen Bezeichnungen verwendet, wie: 1. Farbe oder Farbe A. usw., aber auch konkrete Bezeichnungen wie dunkelblau, dunkelblaubraun (Felle der besten Farbe) blau, blaubraun (als nächstbeste Farbe) braun, rotbraun, rötlichbraun, hellbraun usw. (für Felle folgender Farben), sowie werden die Definitionen extra dunkel, dunkel, mittelfarbig, hell, fehlfarbig und missfarbig angewandt. Um die Felle zu bewerten, ist es wichtig, die dem Herkommen der Marder entsprechenden Farben zu kennen.
| Farbbezeichnung                      | Charakteristik der Farbe der Haarkleides                                                                             |
| ------------------------------------ | --- |
| 1. Dunkelblau                        | Dunkelkastanienbraune Haardecke mit blauer Schattierung; Wolle graublau am Haarboden und hellgrau an den Spitzen.    |
| 2. Blau                              | Kastanienbraune Haardecke mit blauer Schattierung; Wolle graublau am Haarboden und hellgrau an den Spitzen.          |
| 3. Dunkelsandfarben (dunkelsandgelb) | Dunkelsandfarbige Haardecke mit bräunlicher Schattierung. Wolle grau am Haarboden und hellsandfarben an den Spitzen. |
| 4. Sandfarben                        | Sandfarbene Haardecke mit hellgelber Schattierung; Wolle grau am Haarboden und gelblich an den Spitzen.              |

#### Herkommen
Nord-Europa
Sehr rauch (dicht). Vorwiegend dunkelbraun. Feinste Sorten.
Norwegen
Sehr groß. Feinhaarig. Besonders dunkel.
Schweden
Etwas kleiner. Wenig heller.
Schottland
Klein. Dunkel.
Norwegische und schwedische Marder sind auch als Nordische Marder im Handel.
Mittel-Europa
Rauch bis sehr rauch. Gelbbraun bis dunkel.
Alpen (Schweiz, Tirol)
Groß, sehr rauch. Mittelfarbig bis dunkel.
Bayern, Schwarzwald
Groß. Rauch. Dunkel.
West-Europa
Klein. Flach. Hell bis dunkel, Spanier dunkler.
Süd-Europa (Italien)
Klein. Flach. Hell bis dunkler.
Sardinien, Balearen, Unteritalien: Kopfrumpflänge 45 Zentimeter. Heller, Gesicht isabellfarbig, Kehlfleck zinnoberrot.
Südost-Europa (Balkan)
Klein- bis mittelgroß, gedrungen. Vorwiegend dunkel.
Mitte des 19. Jahrhunderts werden die Baummarder vom Zobelberg in Mittelkrain besonders erwähnt, die zahlreich seien und so schön und zobelähnlich, dass man deren Felle als Zobel verkaufte.
Ost-Europa
Groß bis sehr groß. Rauch, meist seidig. Hell bis dunkel.
Polen
Groß. Hell, mittelfarbig und dunkel.
Russland
Groß bis sehr groß. Seidig, teils gröber im Haar. Vorwiegend hell bis rötlich-dunkelbraun. Kehlfleck oft spitz nach der Brust verlaufend.
Kaukasus: Kopfrumpflänge 50 bis 58 Zentimeter, Schwanzlänge 23 bis 25 Zentimeter. Dunkel bis hell kastanienbraun.
Russische Felle kommen hauptsächlich aus Nordrussland, dem Kaukasus und dem Ural.
Kuban-Gebiet
Groß (etwas kleiner als Nordische Marder). Seidig. Sehr dunkel. Qualität besonders fein, beste Sorte.
Uralraum
Weicher im Haar. Heller. Besonders zum Blenden (leichtes Dunklerfärben) geeignet.
Gebirgsmarder sind in allen Vorkommen größer und besser in der Qualität und in der Farbe als Flachlandware.
- Wildwarensortiment:
I und Nr. 2 = Winterware und späte Winterware
II = frühe Winterware und früher Frühlingsanfall 4 : 3*
III = Herbst- und Frühlingsware, sogenannter Übergang 2 : 1*
IV = Untersorten, beschädigte und sehr flache Felle; im Handel Schwarte genannt. Gedeckte Schwarten, die gewöhnlich 4 : 1* bewertet werden, waren als Futterartikel sehr gesucht.[12]
* (4 Felle haben den Wert von 3; 2 den Wert von 1 usw.)[12]
- a) Nach dem Russischen Standard werden sortiert:
Herkommen (Provenienzen):
Kubaner (Kuban-Gebiet, West-Kaukasien), Nord-Kaukasische, Westliche, Murmansker, Nördliche, Nord-Westliche, Uraler, Kasaner, Zentral-Russische
Sorten:
I = vollhaarig, II = weniger vollhaarig, III = halbhaarig
- b) Hudson's Bay and Annings Ltd. London
Herkommen:
Skandinavien usw.
Sorten:
I & II, Damaged (beschädigt)[12]

Die Rohfelle werden auf den Auktionen rund abgezogen angeboten, heute nur noch mit dem Haar nach außen.
Der jährliche Anfall an Baummarderfellen wurde 1988 als höchstens 50.000 Stück angegeben.
Auf den skandinavischen Rauchwarenauktionen werden Baummarder auch als Zobel angeboten („Norwegian sable“). Einige Zeit wurde eine bestimmte, in Russland anfallende Haarvariante als Kidu gehandelt, von der aber mit einiger Sicherheit angenommen wurde, dass es sich um Baummarder handelt. Näheres siehe bei Zobelfell.

## Steinmarderfell

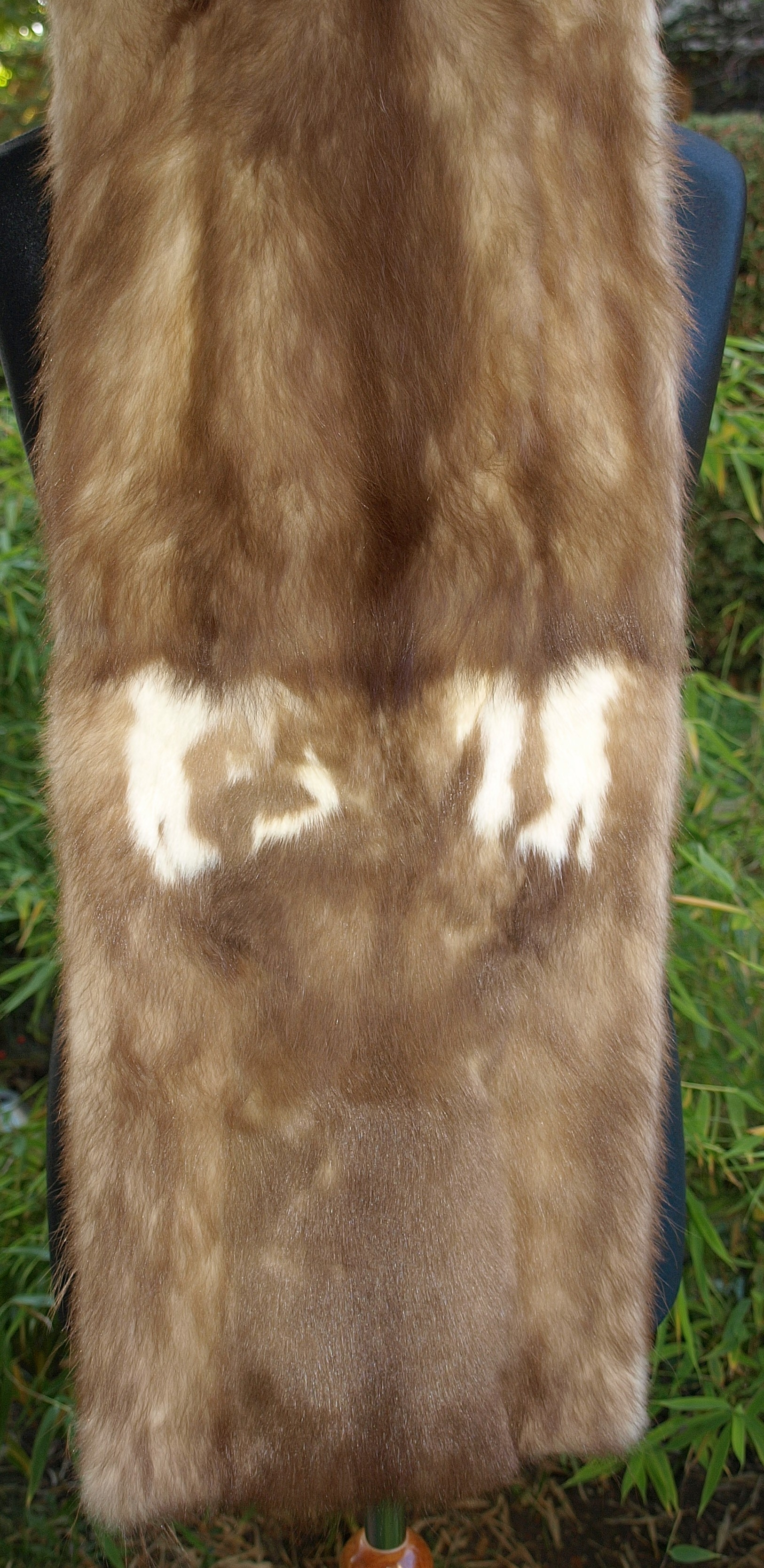
Teil eines Steinmarderschals (England, ca. 1930–1940)

Zwei Steinmarderjacken (Rötz, 2018)
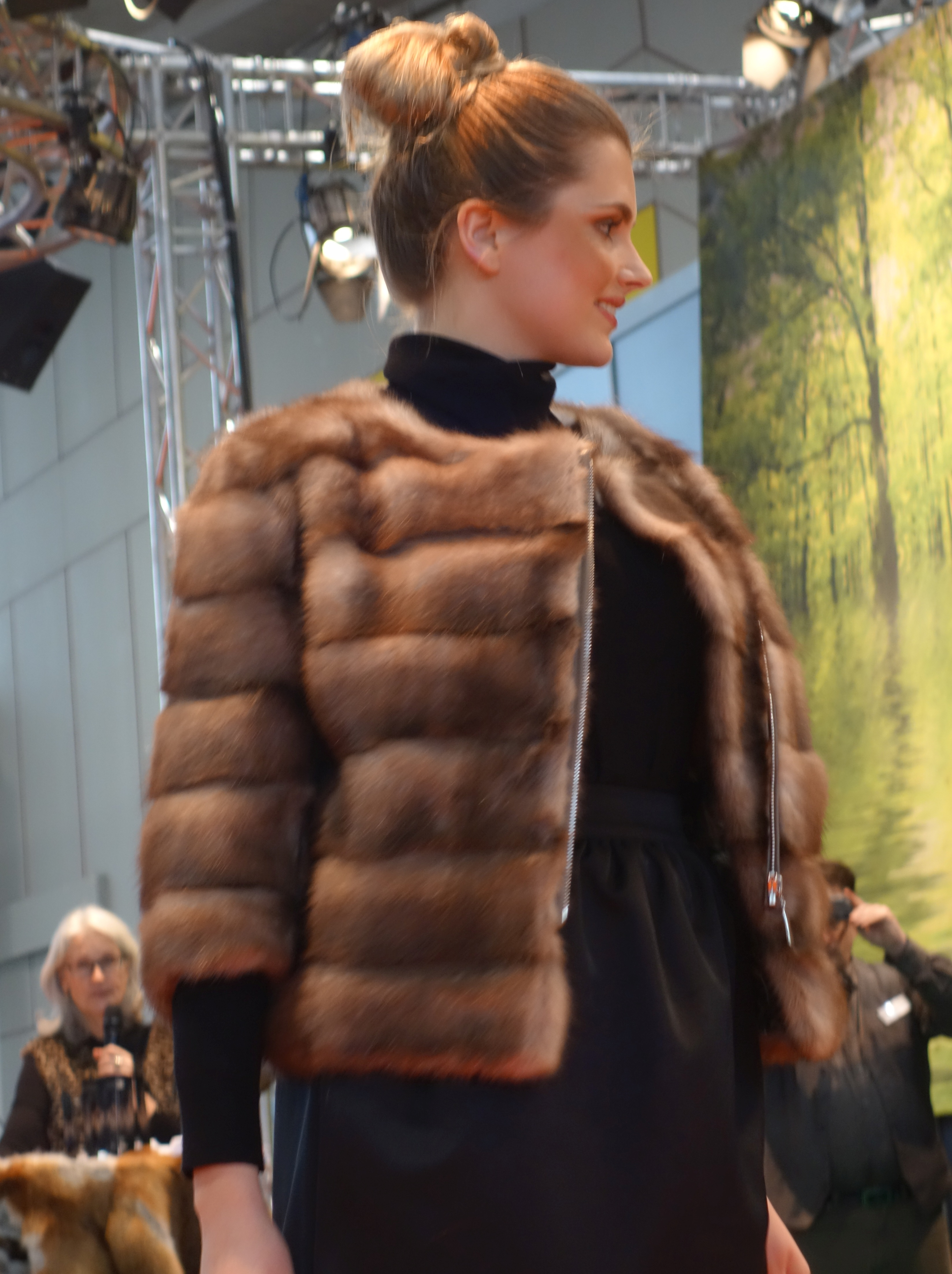
„Bikerjacke“
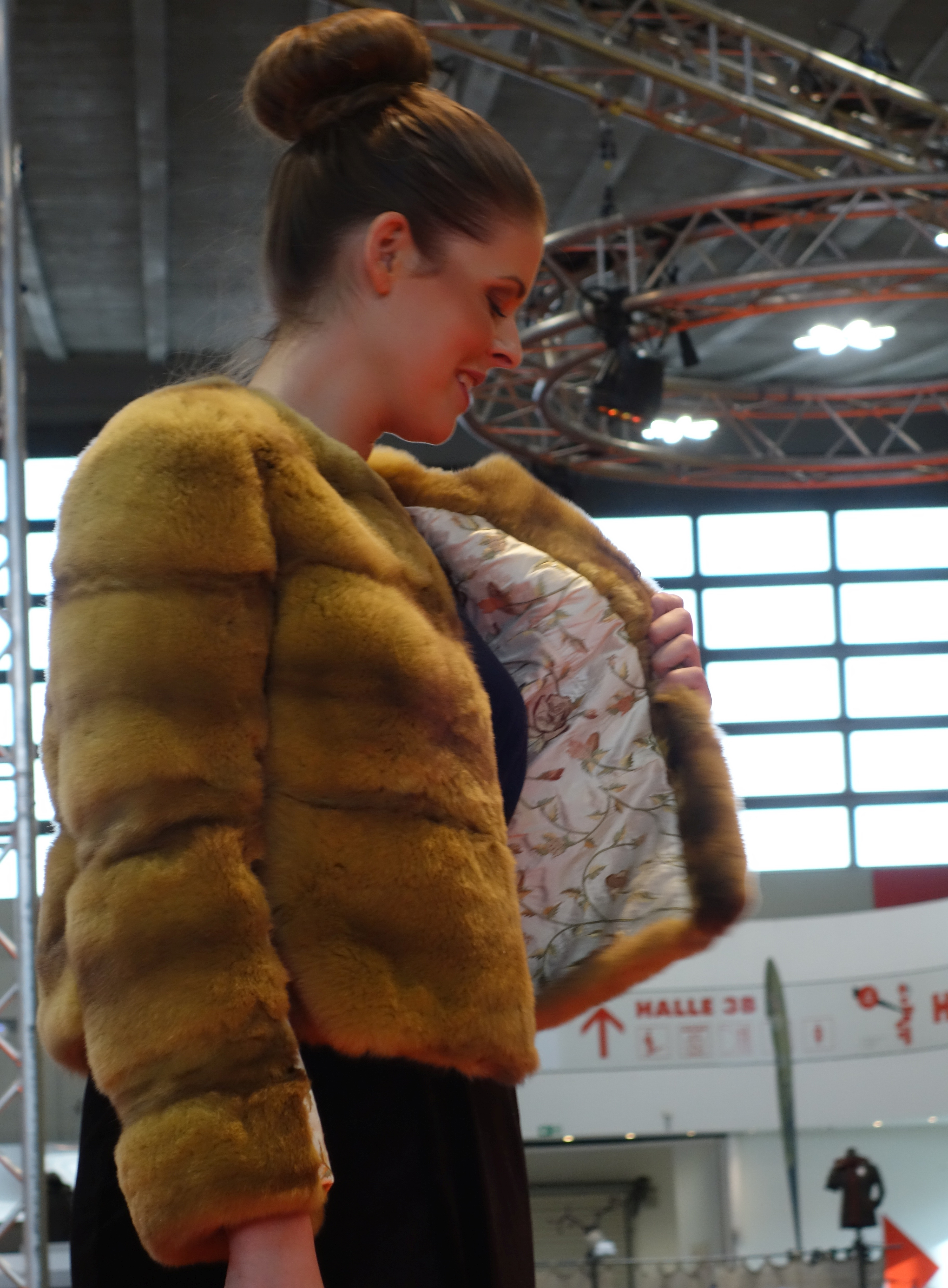
„Samtmarder“ (Oberhaar entfernt)

Das Verbreitungsgebiet des Steinmarders entspricht weitgehend dem des Baummarders. Er kommt etwas weniger nördlich, aber südlicher als der Baummarder vor, vor allem in den wärmeren Ländern des Mittelmeerraumes und Kleinasiens. Es gibt ihn nicht in England und Irland, auch nicht in Skandinavien, auf den Balearen, Korsika, Sardinien und Sizilien. In Asien bewohnt er nur bestimmte Gebiete, unter anderem die Krim, das Altai-Gebirge und im Kaukasus vor allem den Don- und Wolga-Unterlauf, Nord-Indien, die Mongolei, Mandschurei und Tibet.

### Fell (Steinmarder)

#### Fellfarbe
Die Farbe des Steinmarders ist rötlichgraubraun bis bläulichgrau oder -braun, ähnlich wie Milchschokolade, sie variiert im Verbreitungsgebiet nur wenig. Sie ist lichter und nicht so rein wie beim Baummarder, der Bauch ist gegenüber dem Rücken vielfach heller, oft sind rötliche Tönungen vorhanden. Je nach Herkunft weist das Fell unterschiedliche Schattierungen auf. Auffallend ist der Kehlfleck, er ist weiß (beim Baummarder gelblichbraun), er kann in der Form als auch in der Ausdehnung sehr unterschiedlich sein, in der Regel ist er gegabelt oder gezackt. Die Pfoten und der Schweif sind vorwiegend dunkelbraun. Der kürzer behaarte Kopf ist mehr fahlbräunlich oder graublau.

#### Fellstruktur
Die Behaarung ist lang, fein bis gröber, glänzend, sehr weich, dicht bis sehr dicht. Wie beim Iltis deckt das Oberhaar die sehr kurze, aber dichte weißliche Unterwolle nicht ab („offenes“ Haarkleid), so dass sie vor allem an den Seiten, aber auch am Rücken, durchscheint. Die Grannenhaare sind gröber und starrer als beim Baummarder. Der Steinmarder ist meist kleiner als der Baummarder, er hat kürzere Beine und kleinere Ohren aber einen längeren Kopf, die Fußsohlen sind unbehaart. Das Leder ist steifer, dicker und bei der Verarbeitung weniger zügig als beim Baummarder.
Der Haarwechsel erfolgt im Frühjahr und im Herbst.
- Der Haltbarkeitskoeffizient für Steinmarderfelle wird mit 50  bis 60 Prozent angegeben.[7][Anmerkung 1] Bei einer Einteilung der Pelzarten in die Haar-Feinheitsklassen seidig, fein, mittelfein, gröber und hart wird das Steinmarderhaar als fein eingestuft.[8]

### Handel des Steinmarderfells
Je nach Herkommen sind die Felle heller oder dunkler schattiert. Den höchsten Preis erzielen die am dunkelsten und am bläulichsten schimmernden Felle.
Die beste Qualität kommt aus Bulgarien, Russland (hier besonders aus dem Kaukasus, „Kubaner“) und aus Armenien (Erzerum- und Ararat-Gebiet). Auch Griechenland und die Türkei liefern gute Felle. Russische Steinmarder sind besonders groß, oft sehr dunkel, häufig jedoch gröber im Haar. Auch aus den Wäldern Deutschlands, Österreichs, Ungarn, des Balkans, Italiens, Frankreichs, Spaniens und Belgiens kommen teilweise dunkle Felle.
- Russische und ukrainische Herkommen (Standard):
1. Kaukasische, 2. Mittel-Asiatische, 3. Bucharen, 4. West-Ukrainer
- Sorten:
I = Vollhaarig, II = weniger vollhaarig, III = halbhaarig
- Wildwarensortiment
Hier gibt es vier Sorten. Beschädigte und Untersorten (Brack) werden sehr gering bewertet. Die Schweife sind für die Pinselfabrikation nutzbar.
I = fehlerfreie Winterfelle
II = mit kleinen Schönheitsfehlern 4 : 3
III = rauche, aber schüttere Felle 2 : 1
IV = die gedeckten flachen („Schwarten“) 4 : 1[12]

Nach „Jury Fränkel`s Rauchwaren-Handbuch“ kamen um 1988 wie vom Baummarder insgesamt jährlich höchstens 50.000 Felle in den Handel.

## Geschichte
Schon im Mittelalter (6. bis 15. Jahrhundert) war Marderpelz außerordentlich begehrt. Wie noch heute war am wertvollsten der Zobel, gefolgt vom Baummarder und schon weniger geachtet der Steinmarder. Steinmarderpelz war auch unter dem französischen Namen „foynes“ bekannt. Lediglich um 1900 lag der Preis für Baummarder für kurze Zeit etwas unter dem des Steinmarders. Der griechische Kaiser Konstantin Porphyrogennotis schildert Mitte des 10. Jahrhunderts, wie die Normannen nach Russland kamen und ihr Hauptaugenmerk darauf richteten, soviel Felle und Pelzwerk von den unterlegenen Völkerschaften einzutreiben wie möglich. Wie sie es aus ihrer skandinavischen Heimat kannten, setzten sie den Tribut in Fellen fest. An erster Stelle standen Zobel-, dann Marder- und Fuchsfelle.

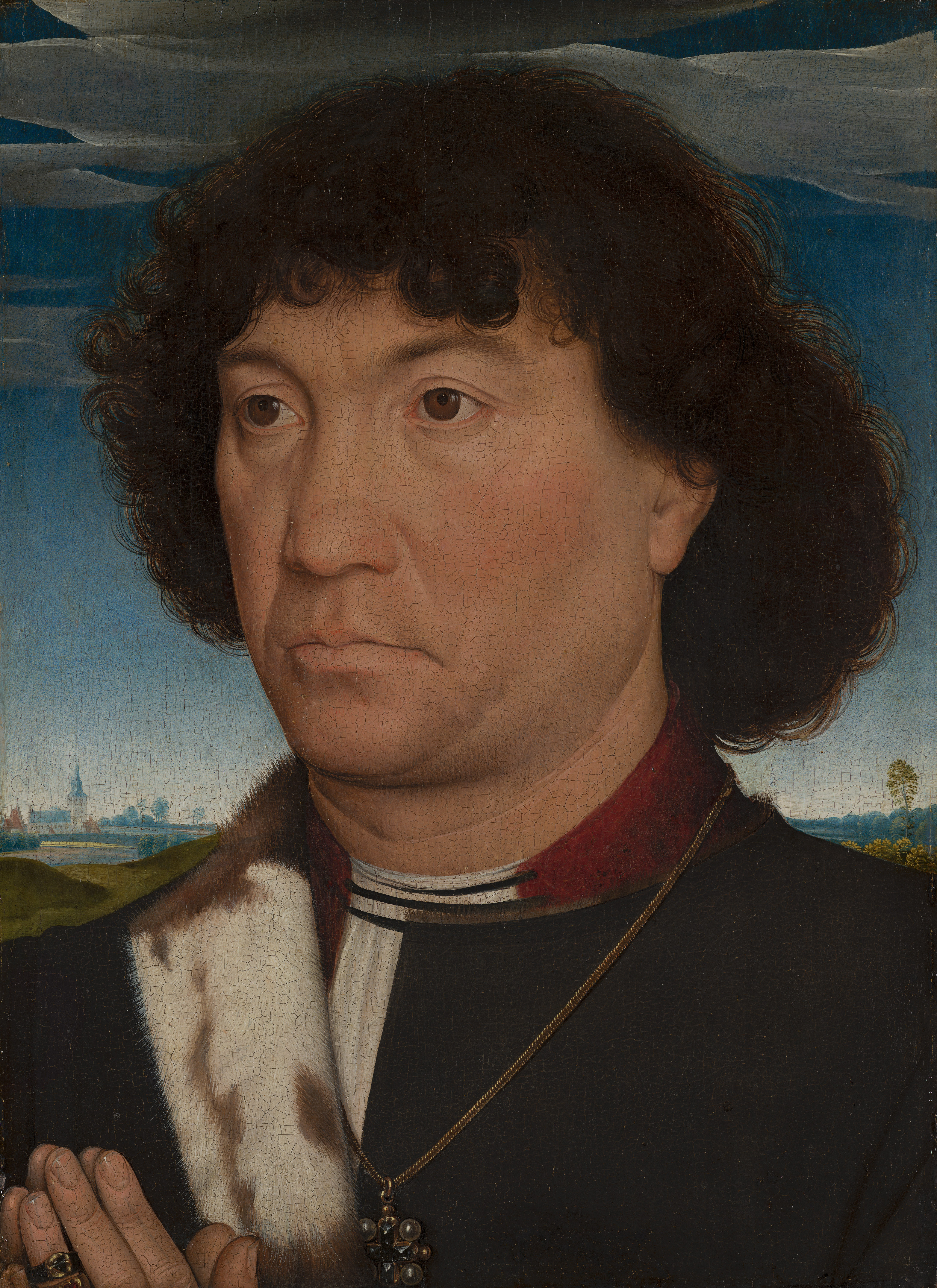
Betender Mann mit Pelzfutter aus Steinmarder- oder Steinmarderkehlfell (ca. 1480)

In der vom Fränkischen Geschichtsschreiber Einhard verfassten Vita des Frankenkaisers Karl der Große (* 747 oder 748; † 28. Januar 814) wird über seine Kleidung gesagt:

„Er kleidete sich nach der Tracht der Franken: auf dem Körper ein Leinenhemd, die Oberschenkel bedeckten Leinenhosen; darüber eine Tunika, die mit Seide eingefasst war die Unterschenkel waren mit Bändern umhüllt. Auch seine Waden waren geschnürt und an den Füssen trug er Stiefel. Im Winter schützte er seine Schulter und Brust mit einem Wams aus Otterfell oder Marderfell. Darüber einen blauen Umhang. Er gürtete stets ein Schwert mit Griff aus Gold und Silber. Bei Empfängen trug er ein Schwert mit Edelsteinen besetzt. Ausländische Kleidung trug er nie. An hohen Festtagen trug er goldgewirkte Kleider und Schuhe und ein Diadem aus Gold und Edelsteinen. An gewöhnlichen Tagen war er wie jeder andere Franke gekleidet.“

Von Bertha (* 775; † 828), einer seiner Töchter, sagt Karls Kaplan Angilbert: „... und der schneeige Hals trägt stolz den köstlichen Marder.“
Gegen Ende des 10. Jahrhunderts nahm mit zunehmenden Wohlstand einzelner Gesellschaftsschichten deren Hang zum Luxus immer mehr zu. Dies zeigte sich in Mänteln von unglaublicher Kostbarkeit, die aus feinstem und edelstem Pelzwerk gearbeitet waren. Russische Kronenzobel, sibirische Marder und die schönsten Hermelinfelle waren dafür verwendet worden.
Fürstbischof Megingaud von Eichstätt († 1014) ließ einen Boten, der ihm eine ungünstige Nachricht überbrachte auspeitschen. Als ihn sein Jähzorn reute, ließ er ihm als Wiedergutmachung ein Marderfell zukommen.
Der Dichter Wolfram von Eschenbach (* um 1160/80; † um/nach 1220) sagt über die Art der Verwendung der Marderpelze am ritterlichen Hof: „...Dann war ein Marderhut bereit, Vom gleichen Fell ein Unterkleid...“.
Adam von Bremen (* wohl vor 1050; † 1081/1085) beklagt sich über den mit Pelzwerk betriebenen Aufwand:

„... dass der Duft der Pelze unserer Zeit und unserer Welt das tödliche Gift der Hoffahrt und Eitelkeit eingeflößt hat. Die Semben und Preußen, so sagt es ferner, haben Überfluss an fremden Fellen, und zwar schätzen jene diese Felle nicht höher denn Mist, und wir trachten mit allen rechten und unrechten Mitteln nach einem Marderkleid wie nach der höheren Glückseligkeit! Daher bringen wir für leinene Gewänder, die wir Paltene nennen, diese kostbaren Marderfelle dar.“

Etwa 400 Jahre später wundert sich auch Hans Sachs (* 1494; † 1576), dass alle Damen „gut zöblen Schauben und mardre Hauben“ trugen. Besonders bekannt für den Handel mit feinen und edlen Pelzsorten war die Stadt Köln: für Zobel, dunkle Marder- und Hermelinfelle und die daraus hergestellten Kürschnerwaren. Hier gab es bereits spezialisierte Kürschner, solche, die Zobel-, Marder-, Feh und Hermelinfelle, und andere die nur Fuchs-, Kanin und Lammfelle verarbeiten durften. Das größte Ansehen besaßen natürlich die Verarbeiter der Edelpelze. Für die mittelalterliche Schaube, ein weiter Mantel, war bald ein Pelzbesatz aus edlen Fellen charakteristisch, häufig aus Marder, wobei das Pelzfutter auch aus einem preiswerteren Fell sein konnte. Sie wurde neben dem gehobenen Bürgertum von höchsten Ständen wie Fürsten und Rittern getragen. Während die Schaube hauptsächlich Männerkleidung war, trugen die Frauen wohlhabender Kaufherren durchaus auch den Pelz. Im Sommer waren es fellverbrämte Kleider, im Winter kam dazu ein langer pelzgefütterter Mantel, der mit einem entsprechenden Kragen aus Zobel, Biber, Otter, Feh oder Marder ausgestattet war.
Die Rostocker Kleiderordnung aus dem Jahr 1576 erwähnt die Sitte, dass die Geschlechter, wenn sie heirateten, sich zum besten Kleide einen „Gewandrock mit Marder gefuttert“ machen ließen. Die Satzung der Rostocker Kürschnermeister gebot dem Zunftmitglied, es soll „nicht mit seinen Erzeugnissen hausieren, nicht in die Häuser seiner Kunden gehen, um dort Braut- oder Bräutigamszeug anzufertigen“.
In mittelalterlichen Kleiderordnungen wurde neben anderem vor allem auch festgelegt, welchem Stand das Tragen bestimmter Pelzsorten gestattet beziehungsweise verboten wurde. Die offizielle Begründung war die Eindämmung unangemessenen Luxus, in der Praxis bedeutete es die Hervorhebung bestimmter, privilegierter Stände. Ganz deutlich sagt dies dann auch die Präambel einer Verordnung aus dem Jahr 1530: „dass [die Kleidung] sich eyn jeder, wes wirden oder herkommen der sei, nach seinem stand, ehren und vermögen trag, domit in jeglichem stand underschiedlich erkanntnus sein mög“. In der Verordnung von 1530 wurde auch erstmals der Marderpelz als bedeutendste Insigne der Schaube festgelegt. Gewöhnliche Bürger und Handwerker durften keinen Marder, dafür aber Fuchs, Lamm und Iltis tragen. Kaufleuten und Handwerkern war neben dem minderwertigeren Iltis bereits das geringerwertige Kehlfell des Marders gestattet, der Kehlmarder, sofern sie Mitglieder des Stadtrates waren. Das hochwertige, dichte Rückenfell war vornehmen Bürgern, vom Rat, von Geschlecht und dem Adel zugesprochen; ihren Frauen hingegen war das Tragen von Eichhörnchenfell gestattet. Der Rückenmarder war für den Städter das höchste Privileg. Dies galt ebenso für Reichsabschlüsse aus den Jahren 1497 und 1500. 1496 hatte schon die Stadt Nürnberg den Marder nach dem Zobel zum wichtigsten Pelz erklärt, dessen Missbrauch zu unterbinden sei.
In Teilen Osteuropas galt von alters her, neben Vieh, Rauchwerk als Tauschmittel. In späterer Zeit kamen Münzen auf, die Felle als Wertmesser im Gebrauch jedoch nicht verdrängten. Diese Art Geld trug die Bezeichnung „Kunen“, das sind Marderfelle. Kuna ist noch heute der Name für die kroatische Währungseinheit. Daneben zirkulierten auch Teile von Fellen, Kopfstücken, Pfotenstücken und andere mehr. In Fellen wurde Wehrgeld erhoben, Straßenabgaben, Brückengeld und Handelszölle, es wurden der Dienst der Geistlichen und die Auflagen der Kirchen und Klöster mit Pelz bezahlt. Russische Steinmarderschweife waren einmal besonders geschätzt, 1841 wird erwähnt, dass sie hundertweise gehandelt wurden. Der Verkauf der Felle erfolgte dagegen in Zimmern, das sind jeweils 40 Stück.
Als die Mode der Pelzkolliers aufkam, gingen Baum- und Steinmarder noch meist noch in die USA, wo sie sehr geschätzt wurden. In Deutschland trugen nur junge Mädchen Steinmarderkolliers. Erst nach dem Ersten Weltkrieg fand man bei steigenden Preisen Gefallen an dem edlen Pelz.
Die zu Beginn der Pelztierzucht auch versuchte Zucht des Marders für Pelzzwecke hat sich, im Gegensatz zu anderen Marderarten, wie Nerz, Zobel und russischer Iltis, nicht etablieren können. Die Vermehrung war mäßig, die Aufzuchtzeit lang und die Futterkosten der Fleischfresser hoch, so dass es bei den bisher zu erzielenden Fellpreisen offensichtlich nicht rentabel war.
Historische Marder- oder Zobelkleidung
Auf den zahlreich vorhandenen alten Abbildungen vor allem höhergestellter Herren mit Pelzen aus der zoologischen Familie der Marder sind die Fellarten nur selten sicher zu bestimmen. Das gilt besonders für die Unterscheidung zwischen Stein- und Baummarder, noch schwieriger zwischen Zobel- und Baummarderfell.

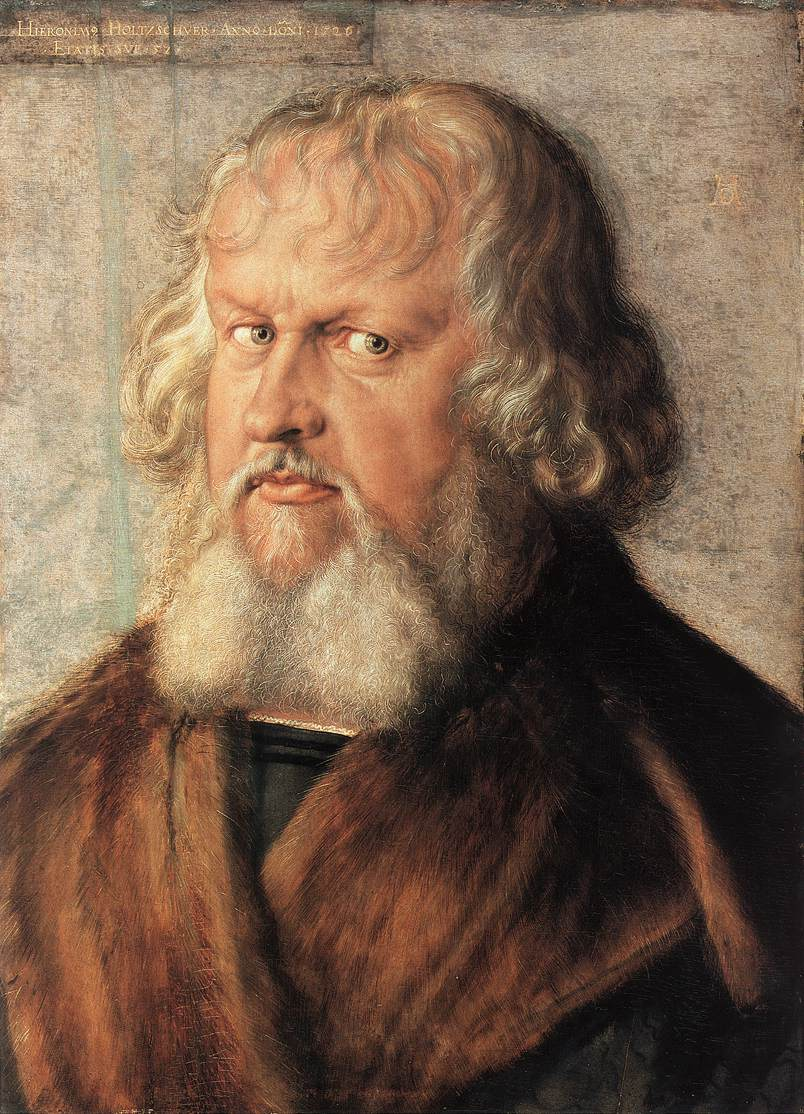
Hieronymus Holzschuher mit Kragen aus Rückenmarderfell (1526)
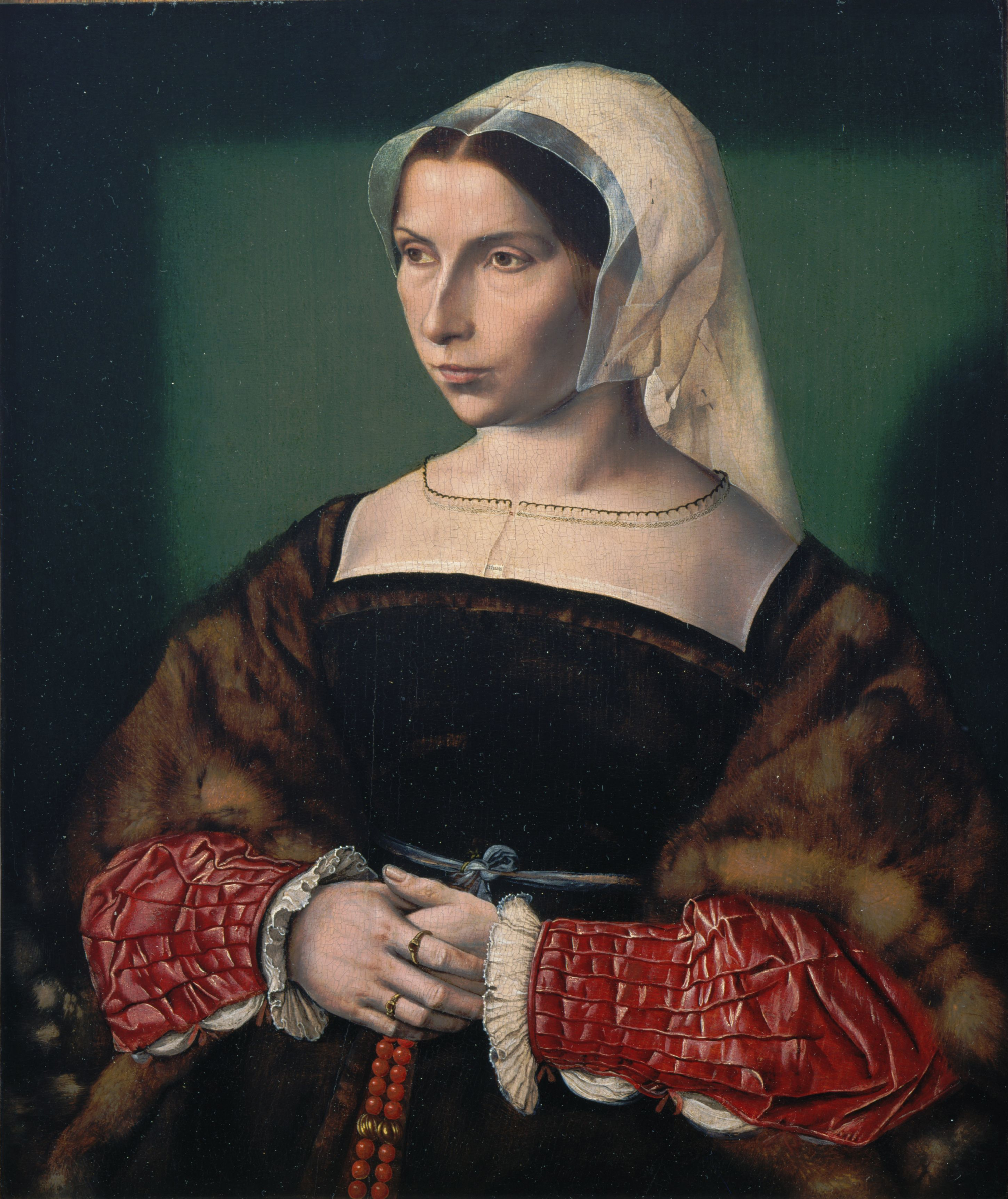
Anne Stafford (ca. 1535)
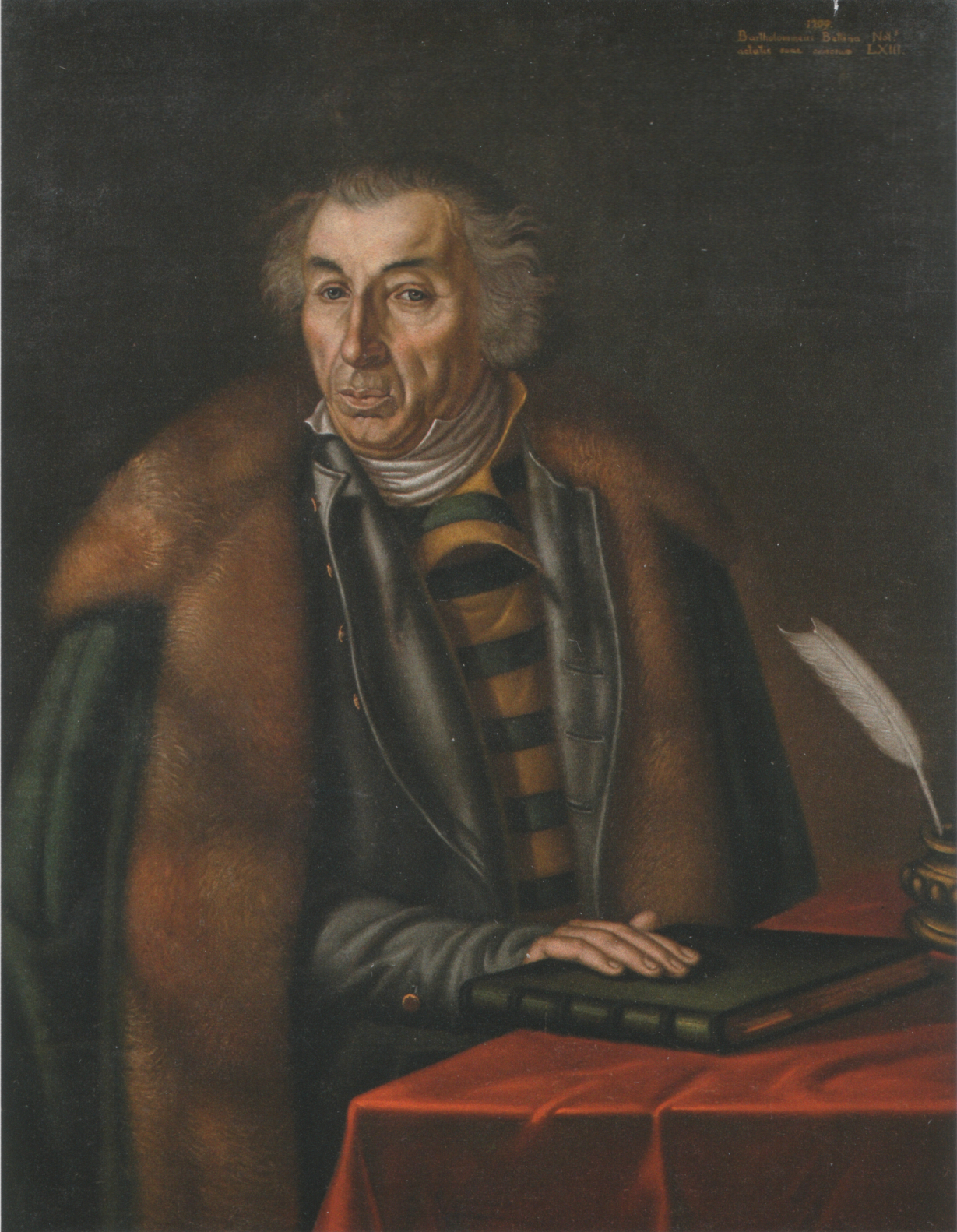
Bartholomäus Not in fellgefütterter Schaube (1709)
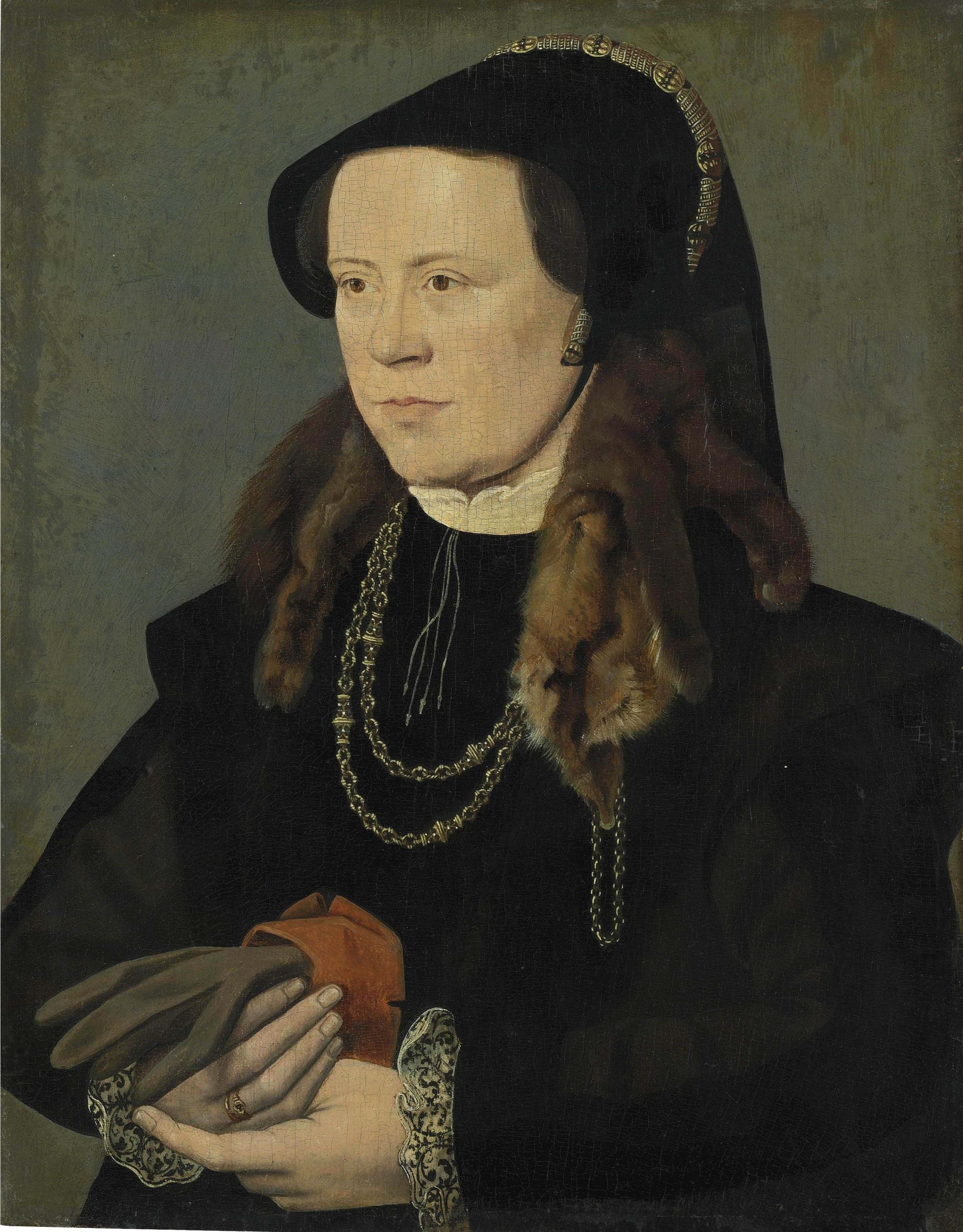
Dame mit Baummarderfell als Halswärmer (16. Jh.)
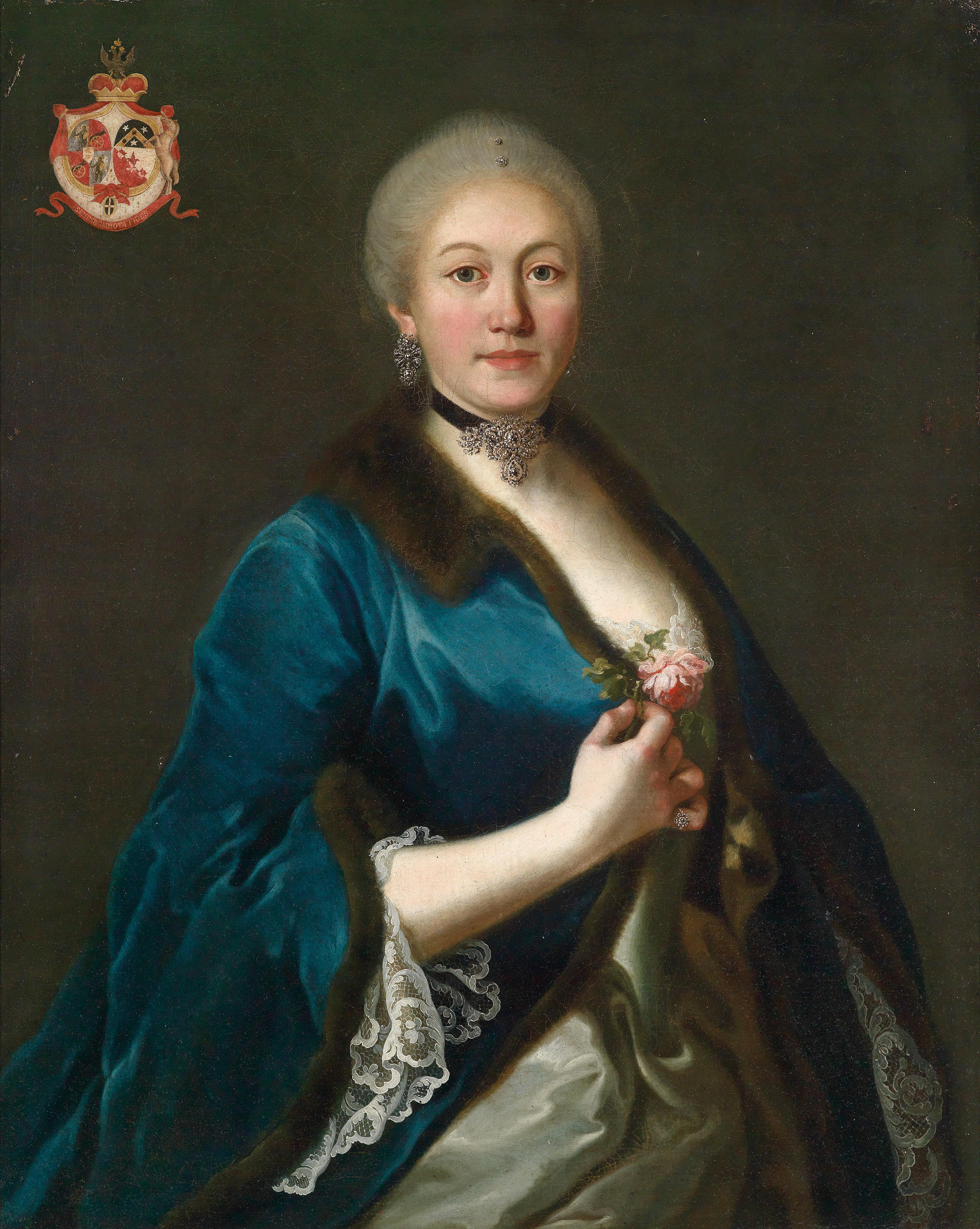
Fürstin Jekaterina Woronzowa-Daschkowa (ca. 1780)
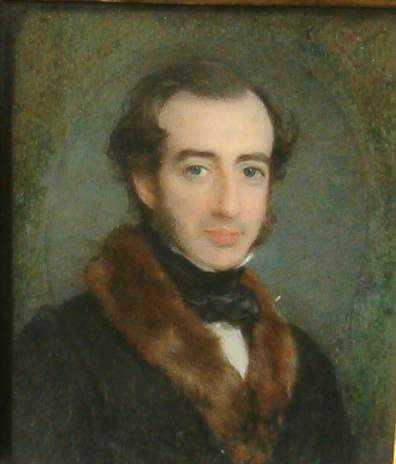
F. R. Say (1844)
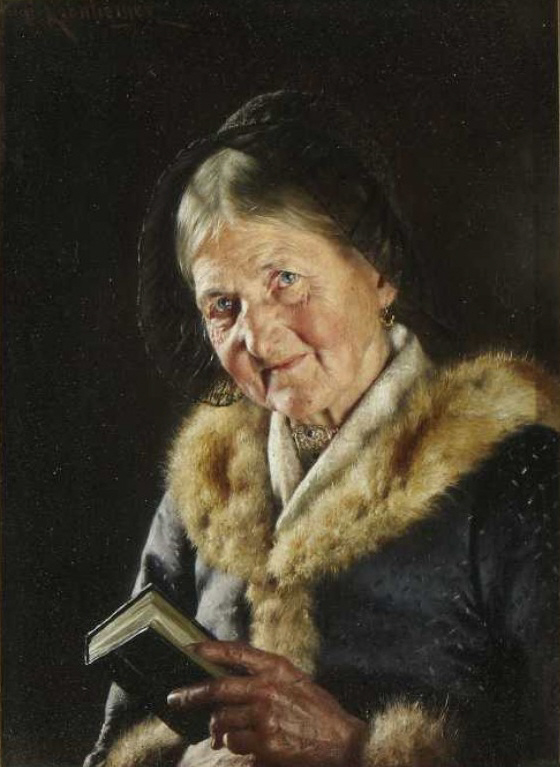
„Aufgeblühter“ (verschossener) Marderbesatz einer Bäuerin (spät. 1921)

## Verarbeitung

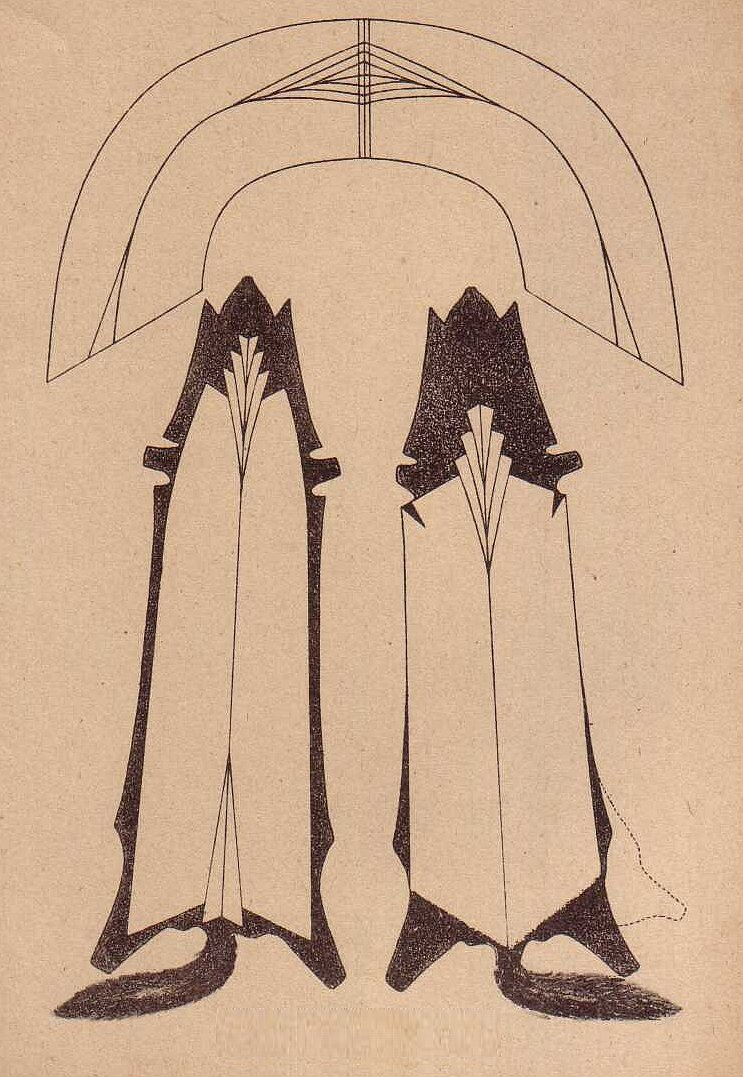
Verarbeitungsskizze, zwei Marderfelle zu einem Kragen (1895)

Im 17. Jahrhundert wird berichtet, dass bereits seit Jahrhunderten bekannt war, wie die Felle der Tiere auf mancherlei Art schön zu färben seien, wie „aus geringen Marder-Fellen gleichsam schöne Zobel-Felle zu machen“ sind. Noch bis zur Mitte des 20. Jahrhunderts verstanden es „pelzfarbkundige“ Kürschner in der eigenen Werkstatt die hellen billigen Sorten dunkel zu färben, aber auch die im Laufe der Jahre „aufgeblühten“, das heißt heller gewordenen Pelz, nachzudunkeln. Die Marderblende ist die Deckfarbe, mit der helle Marderfelle „geschönt“ werden. 1950 wird den Kürschnern sehr empfohlen, die Blende anstelle der sonst zu verwendenden weichen Bürste mit Gänse- oder Hühnerfedern, die in die Farbe getaucht werden, am Grannenhaar aufzutragen. Helle und missfarbige Felle werden noch heute häufig, jedoch jetzt vom Pelzveredler, oberflächlich dunkler nachgefärbt (geblendet) oder im Tauchbad gefärbt.
Vor allem der Baummarder eignet sich als schönes Besatzmaterial. Baum- und Steinmarderfelle werden neben Besätzen und Kleinkonfektion, je nach Mode mehr oder weniger, auch zu Jacken und Mänteln verarbeitet. Ein wesentliches Modethema war bis etwa in die 1970er Jahre das Pelzkollier, ein Pelzschal in Tierform. Dieses Accessoire taucht erstmals im späten Mittelalter auf, es wurde wohl erst noch später als Flohpelz bezeichnet, weil man den Damen unterstellte, dass sie es getragen hätten, um damit die damals noch häufigen, unangenehmen Flöhe vom Körper abzuziehen. Um 1900 gab es das Pelzkollier dann in mannigfaltiger Ausführung, wenn aus einem Fell gearbeitet, auch als Würger bezeichnet, aus zwei, vier oder sogar mehr Fellen. Ganz besonders beliebt waren neben anfangs vor allem Fuchsfellen später Marder- und Zobelfelle mit ihrem seidigen und vollen Haar. „Mannsmuffen“ waren einmal ein Hauptverwendungszweck für Baummarderpelz.
Wie bei einigen anderen Marderarten, besonders Iltis und Zobel, stellen die innerhalb des Felles stark wechselnden Haarlängen hohe Anforderungen an den Kürschner, insbesondere bei den Arbeitstechniken des Einschneidens mehrerer Felle zu einem Fellteil und des sich anschließenden Auslassens, dem Verändern der Felllänge bis hin zur Länge eines womöglich bodenlangen Mantels. Die auffälligen Kehlflecken werden bei Großteilen häufig nicht mitverarbeitet.
Im Jahr 1965 wurde der Fellverbrauch für eine für einen Baummardermantel ausreichende Felltafel mit 60 bis 70 Fellen angegeben (sogenanntes Mantel-„Body“), für Steinmarder wurde vermerkt „meist Besatzware“. Zugrundegelegt wurde eine Tafel mit einer Länge von 112 Zentimetern und einer durchschnittlichen Breite von 150 Zentimetern und einem zusätzlichen Ärmelteil. Das entspricht etwa einem Fellmaterial für einen leicht ausgestellten Mantel der Konfektionsgröße 46 des Jahres 2014. Die Höchst- und Mindest-Fellzahlen können sich durch die unterschiedlichen Größen der Geschlechter der Tiere, die Altersstufen sowie deren Herkunft ergeben. Je nach Pelzart wirken sich die drei Faktoren unterschiedlich stark aus.
Wie bei fast allen Pelzarten werden bei ausreichendem Anfall vom Marderfell alle bei der Verarbeitung anfallenden Pelzreste verwertet (Marderpfoten, -köpfe, -kehlen, -seiten, -stücken und -schweife). Hauptorte der Pelzstückenverarbeitung außerhalb Chinas sind bis heute, aus Ursprüngen im 14. bis 15. Jahrhundert entstanden, das griechische Kastoria und der in der Nähe gelegene kleinere Ort Siatista. Dort werden die Reste als Halbfabrikate zu Tafeln, sogenannten Bodys und Futtern, zusammengesetzt. Marderseiten- und Marderkehlenfutter wurden ganz besonders zum Ausfüttern von Herrenmänteln verwendet.

## Marderähnliche Veredlungen anderer Fellarten
Die Pelzveredlung nach anderen Fellarten hin oder deren Imitation, beziehungsweise die Farbbenennung nach ihnen (baummarder-, steinmarderfarben), erfolgt immer zu Zeiten, in denen diese Felle besonders wertgeschätzt sind.
- Baummarder
Baummarderfarbig gefärbte amerikanische Opossum, Ringtail-Opossums (nicht mehr im Handel), Dachse, Lammfelle, Füchse.[10]
- Steinmarder
Amerikanische Opossum wurden steinmarderähnlich veredelt, der weißliche Untergrund wurde durch Bleichen erzielt.[10]

## Zahlen und Fakten

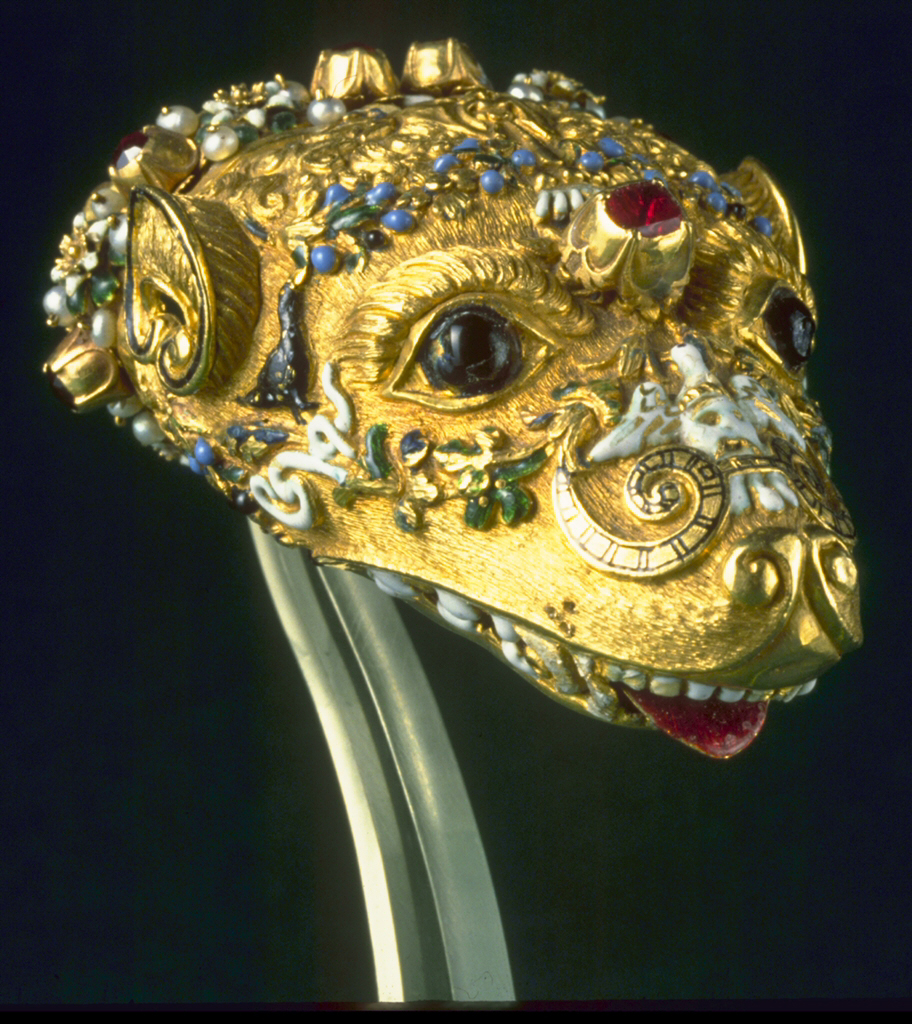
Edelsteingeschmückter goldener Marderkopf eines Zibellino (Flohpelz) (ca. 1550–1559)
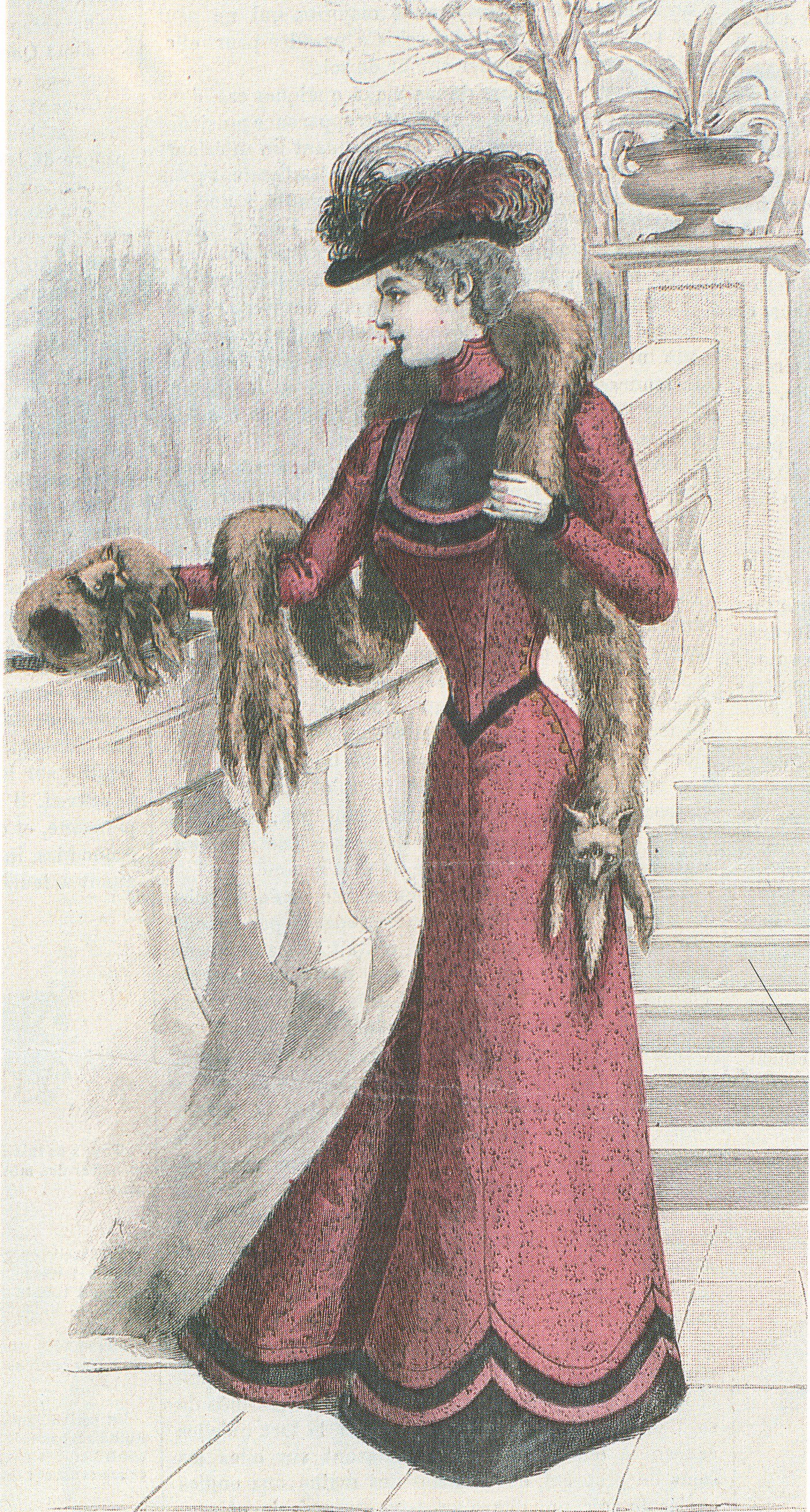
Marderboa in der Art eines Pelzkolliers und Mardermuff, ebenfalls mit ausgearbeitetem Kopf (M.lle Louise Piret, 1899)

- 301 n. Chr. erließ Diokletian das Höchstpreisedikt, dessen Überschreitung mit der Todesstrafe geahndet werden sollte. Es führt auch die Preise für rohe und zugerichtete Felle auf:[36]

|                             | Römische Denare | Römische Denare       |
|                             | roh             | zugerichtet (gegerbt) |
| --------------------------- | --------------- | --------------------- |
| Ziegenfell, groß            | XL              | L                     |
| Schaffell, groß             | XX              | XXX                   |
| Fell für Mützen             |                 | C                     |
| Fertige Mütze               |                 | CC                    |
| Lamm- oder Zickelfell       | X               | XVI                   |
| Hyäne                       | XL              | LX                    |
| Rehfell                     | X               | XV                    |
| Hirschfell                  | LXX             | C                     |
| Wildschaffell               | XV              | XXX                   |
| Wolfsfell                   | XXV             | XL                    |
| Marderfell                  | X               | XV                    |
| Biberfell                   | XX              | XXX                   |
| Bärenfell, groß             | C               | CL                    |
| Luchsfell                   | XL              | LX                    |
| Seehundfell                 | MCCL            | MD                    |
| Leopardenfell               | M               | MCCL                  |
| Löwenfell                   |                 | M                     |
| Decke aus acht Ziegenfellen |                 | CCCXXXIII             |

- 1530 Die Reichspolizeiordnung von 1530[37] zeigt die Pelzhierarchie im Verhältnis zur gesellschaftlichen Rangordnung:[38]

|                                                                                                 | Männer                                         | Frauen                                   |
| ----------------------------------------------------------------------------------------------- | ---------------------------------------------- | ---------------------------------------- |
| Adel                                                                                            | Rückenmarder                                   | –                                        |
| Bürger vom Rat, von Geschlecht oder sonst vornehmen Herkommens und solche, die von Renten leben | Rückenmarder                                   | Eichhörnchenfell (Feh)                   |
| Kaufleute, Handwerker im Rat                                                                    | Kehlmarder                                     | Eichhörnchenfell (Feh)                   |
| Handwerker und ihre Gesellen und Knechte, gemeine Bürger                                        | hochwertiges Lammfell, Fuchsfell und Iltisfell | –                                        |
| Bauern, Tagelöhner                                                                              | –                                              | Lammfell, Ziegenfell („schlechte beltz“) |

- 1614, eines von mehreren Rezepten, Marderkehlen zu färben, Zitat: „SteinMarder und BaumMarder zu ferben. Nim Röthe auß der Apotecken / brenne es wol / nim halb so viel Pferde-Aepffel / stoß es durch einander / und setze es auff die Mardenkehlen, / wie du weist / und wische es wider rein herauß.“[39]
- Um 1700, Zitat: „Darüber hinaus übernahmen die Tartaren der Krim als sie noch unter türkischer Oberhoheit standen, die Vermittlung von russischem Pelzwerk nach Romelien, Konstantinopel, den griechischen Inseln, Trapezunt, Sinope, Amasia, Heraclea und den anderen Städten Anatoliens. So belief sich z. B. die durchschnittliche Jahreseinfuhr von Pelzwerk in Sinope auf 200 Fuchspelze von geringer mittlerer Qualität zu 25-26 Piaster, weiter 100 Fuchspelze von mittlerer Qualität zu 35-40 Piaster, 20-25 Marderpelze zu 100-120 Piaster, 300-400 Pelze von Eichhörnchen nach der verschiedenen Güte zu 16-22 Piaster u. v. a. m.“ (1 Piaster = 3 französische Livres).[40]
Zitat: „Die begehrtesten russischen Fellarten waren Zobel, Luchs, Marder, Hermelin, Feh- und alle Sorten von Fuchs-Fellen. Nach dem Zobel wurde der schwarze Fuchs als das kostbarste Fellwerk geschätzt, für das man geneigt war, je nach Qualität 400-2000,- Piaster zu bezahlen. Sehr teuer bezahlte man auch die Marder- und Hermelin-Felle, erstere kosteten 50 bis 150 Piaster, während letztere mit 50 bis 150 Piaster bewertet wurden, je nach der Qualität der Felle, aus denen der Pelz gearbeitet war.“[41]
- 1775 erließ die russische Regierung zur Förderung des Güteraustausches mit den Schwarzmeergebieten genaue Anweisungen mit gleichzeitiger Bekanntmachung der dort geltenden Warenpreise und der wahrscheinlichen Gewinnmarge, die bei der Ausfuhr von Russland nach dort beziehungsweise nach Konstantinopel zu erzielen sei. Zobel von verschiedener Güte und zu verschiedenen Preisen wurden, nach den sibirischen Einkaufspreisen gerechnet, mit 100 Prozent Gewinn verkauft. Usimische Marder kosteten das Hundert, die Sendung bis Taganrog, 80 Rubel, zuzüglich russischer Einfuhrzoll 3,90 Rubel, Ausladekosten 0,10 Rubel. Insgesamt erhöhte sich der Preis nach diesen Kosten auf 92 Rubel, dem ein Erlös von 135 Rubel beim Verkauf in Konstantinopel gegenüberstand. Der zu erzielende Gewinn betrug damit 43 Rubel.[42]
- Etwa um 1800 (?) kam Russland seinen Subsidien-Verpflichtungen gegenüber Österreich nach, indem es eine Sendung Rauchwaren nach Wien schickte, bestehend aus:[43]
1009 Zimmer = 40.360 Stück Zobelfelle im Wert von 28.907,- Rubel
1 Zimmer = 40 Stück Zobelfelle im Wert von 400,- Rubel
519 Zimmer = 2076 Marderfelle im Wert von 5190,- Rubel
120 Schwarzfuchsfelle im Wert von 565,- Rubel
300 Biberfelle im Wert von 2708,- Rubel
1000 Wolfsfelle im Wert von 530,- Rubel
75 Elenhäute im Wert von 75,- Rubel
- 1801 bei Gerhard Heinrich Buse über Baummarder:
Handel: Man rechnet diesen Artikel [Baummarder] mit unter das feinste Pelzwerk, ob es gleich nicht so in Ansehn steht wie das vom Zobel, und es wird von den Kürschnern und Rauchwarenhändlern stark gesucht. Jetzt liefert Kanada [Fichtenmarder, aus Amerika kommen weder Baum- noch Steinmarder], die Hudson's-Bay, Rußland und Sardinien die meisten Felle dieser Art zum Handel. Das erstere allein schickt im Durchschnitt 86.000 Felle, das andere aber 16.000 aus. Im Jahr 1748 als Kanada noch in den Händen der Franzosen war, verkaufte die Hudson's-Gesellschaft 14.730 Stück, und in eben diesem Jahr wurden in Rochelle 80.225 Stück eingeführt. Unter den russischen werden die baschkirischen und unter den amerikanischen die albanischen am meisten geschätzt.[4]

| Preise                                                                     | Preise                        |
| -------------------------------------------------------------------------- | ----------------------------- |
| In Orenburg:                                                               |                               |
| Marderfelle                                                                | 1 Stück 40 bis 50 Kopeken     |
| In Kjachta:                                                                |                               |
| Marderpfoten                                                               | 1 Sack 90 Kopeken bis 3 Rubel |
| Kehlen                                                                     | 1 Sack 7 Rubel                |
| Schwänze                                                                   | 1 Stück 20 Kopeken            |
| Pelze der Insulaner aus Marder und braunen Zobel, die über Anadirsk kommen | 25 bis 40 Rubel               |
| In Petersburg:                                                             |                               |
| Ein Stück Marderfell von der vollkommensten Art                            | 3 Rubel                       |
| und von der schlechteren                                                   | 2 Rubel                       |
| Ein großer Sack Felle                                                      | 80 Rubel                      |
| In London:                                                                 |                               |
| Albanische                                                                 | 1 Stück 6 bis 8 Schilling     |

- 1864 kamen 120.000 Baummarderfelle aus Mitteleuropa und 60.000 aus dem europäischen Russland in den Handel, vom Steinmarder 250.000 aus Europa und 150.000 aus dem europäischen Russland.[44]
- 1900 kamen nach starker Bejagung noch 75.000 Baummarderfelle aus Mitteleuropa und 50.000 aus dem europäischen Russland.[1]
- Um 1928/29 notierten am Leipziger Rauchwarenmarkt per Stück:
Rohe Baummarderfelle: Qualität prima 75,- bis 120,- Mark, Oberköpfe 120,- bis 160,- Mark
Rohe Steinmarderfelle: prima 60,- bis 75,- Mark, Oberköpfe 70,- bis 85,- Mark.[45]
- 1934 wurde die Jagdzeit auf Baummarder in Deutschland auf zwei Monate begrenzt, vom 1. Dezember bis 31. Januar.[1]

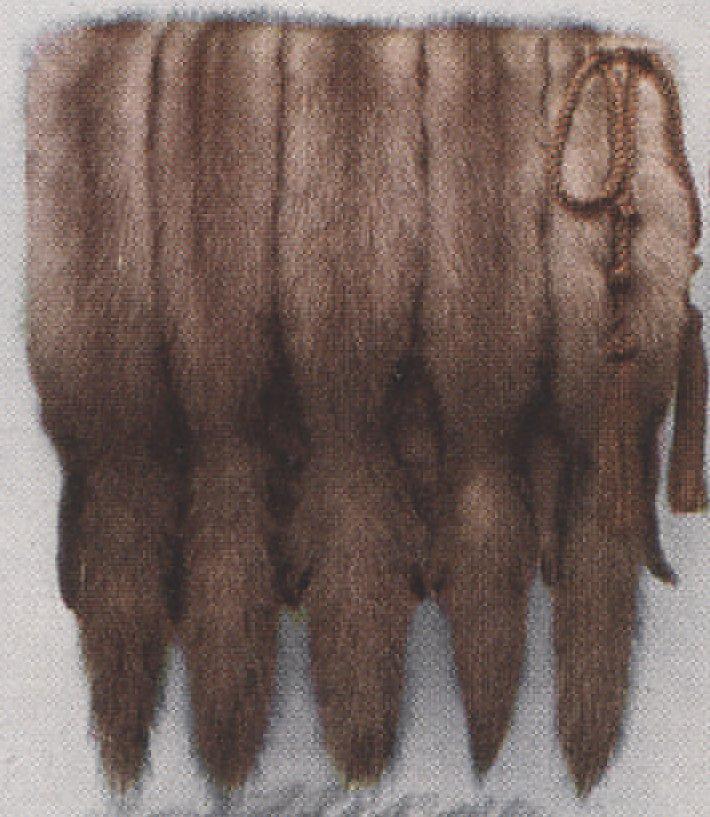
Steinmardermuff (USA 1912)

- Vor 1944 betrug der Höchstpreis für Baummarderfelle:
I. Sorte 200 RM,-, II. Sorte 150 RM
für Steinmarderfelle:
I. Sorte 95,- RM, II. Sorte 70,- RM.[46]
- In den Jahren des Zweiten Weltkriegs und der Zeit kurz danach betrug der Höchstpreis für Baummarder in Deutschland 100,- Mark, für Steinmarder 50,- Mark. Um die 1950er Jahre „entdeckten“ die Amerikaner das bis dahin dort nur wenig bekannte, etwas auffallende Steinmarderfell und die Preise zogen für einige Jahre an, bis das Interesse wieder nachließ.[1]
- 1953 wurde die Jagdzeit für Baummarder in Deutschland verkürzt, auf die Zeit vom 1. bis 31. Januar, da sich die Bestände seit der auf zwei Monate begrenzten Jagdzeit nicht erholt hatten.[1]
- 1955 betrug nach offiziellen Berichten der russische Export an Marderfellen beider Arten zusammen 69.000 Stück.[1]
- 1965 betrug nach offiziellen Berichten der russische Export an Marderfellen beider Arten zusammen 44.000 Stück.[1]
- 2016 bezifferte der bedeutendste deutsche Aufkäufer von Rohfellen seinen jährlichen Anfall mit etwa 5000 Steinmarderfellen und 700 Baummarderfellen.[47]

## Anmerkung
1. 1 2  Die angegebenen vergleichenden Werte (Koeffizienten) sind das Ergebnis vergleichender Prüfung durch Kürschner und Rauchwarenhändler in Bezug auf den Grad der offenbaren Abnutzung. Die Zahlen sind nicht eindeutig, zu den subjektiven Beobachtungen der Haltbarkeit in der Praxis  kommen in jedem Einzelfall Beeinflussungen durch Pelzzurichtung und Pelzveredlung sowie zahlreiche weitere Faktoren hinzu. Eine genauere Angabe könnte nur auf wissenschaftlicher Grundlage ermittelt werden. Die Einteilung erfolgte in Stufen von jeweils 10 Prozent. Die nach praktischer Erfahrung haltbarsten Fellarten wurden auf 100 Prozent gesetzt.

## Belege
1. 1 2 3 4 5 6 7 8 9 10 11 12 13  
Fritz Schmidt: Das Buch von den Pelztieren und Pelzen. F. C. Mayer Verlag, München 1970, S. 232–241.
2. 1 2  
Fritz Schmidt: Die Marder und ihre Zucht. Akademische Verlagsanstalt, Leipzig 1951, S. 11–12.
3. ↑  Siegmund Schapiro (Leipziger Rauchwarenhändler): Russische Rauchwaren.  In: Rauchwarenkunde - Elf Vorträge aus der Warenkunde des Pelzhandels. Verlag der Rauchwarenmarkt, Leipzig 1931, S. 85.
4. 1 2 3 4 5 6 7  Paul Schöps, Kurt Häse, Fritz Schmidt: Der Baummarder. In: Das Pelzgewerbe.Jg. XI/Neue Folge, 1960 Nr. 4, S. 152–162
5. 1 2 3 4  
Heinrich Dathe, Paul Schöps, unter Mitarbeit von 11 Fachwissenschaftlern: Pelztieratlas. VEB Gustav Fischer Verlag, Jena 1986, S. 170–173.
6. 1 2 3  
Christian Heinrich Schmidt: Die Kürschnerkunst. Verlag B. F. Voigt, Weimar 1844, S. 33–34.
7. 1 2  Paul Schöps; H. Brauckhoff, Stuttgart; K. Häse, Leipzig, Richard König, Frankfurt am Main; W. Straube-Daiber, Stuttgart: Die Haltbarkeitskoeffizienten der Pelzfelle. In: Das Pelzgewerbe. Jahrgang XV, Neue Folge, 1964, Nr. 2, Hermelin Verlag Dr. Paul Schöps, Berlin / Frankfurt am Main / Leipzig / Wien, S. 56–58.
8. 1 2  
Paul Schöps, Kurt Häse: Die Feinheit der Behaarung – Die Feinheits-Klassen. In: Das Pelzgewerbe. Jg. VI / Neue Folge, 1955 Nr. 2, Hermelin-Verlag Dr. Paul Schöps, Leipzig / Berlin / Frankfurt am Main, S. 39–40 (Anmerkung: fein (teils seidig); mittelfein (teils fein); gröber (mittelfein bis grob)).
9. 1 2 3  
Hans-Jürgen Reichhardt: Rohe Pelze im internationalen Handel. Baummarder. In: Der Brühl Nr. 1,  Berlin, Januar/Februar 1964, S. 2–3.
10. 1 2 3 4 5 6  
Friedrich Lorenz: Rauchwarenkunde. 4. Auflage. Verlag  Volk und Wissen, Berlin 1958, S. 87–88.
11. ↑  Friedrich Lorenz: Kleine Pelztiergeographie. Verlag Alexander Duncker, Leipzig 1939, S. 12. Inhaltsverzeichnis.
12. 1 2 3 4 5 6 7 8 9  
Christian Franke, Johanna Kroll: Jury Fränkel´s Rauchwaren-Handbuch 1988/89. 10. überarbeitete und ergänzte Neuauflage. Rifra-Verlag Murrhardt, S. 45–48.
13. ↑  Heinrich Hanicke: Handbuch für Kürschner. Verlag von Alexander Duncker, Leipzig 1895, S. 63.
14. ↑  Elspeth M. Veale: The English Fur Trade in the Later Middle Ages. Clarendon Press, Oxford 1966, S. 23 (englisch).
15. ↑  Reinhold Stephan S. 23–24. Primärquelle Kljutschewskij: Lehrbuch der russischen Geschichte. Deutsche Ausgabe Berlin 1925. 4 Bände, S. 128/185.
16. ↑  Einhard: Vita Karoli Magni. Kap. 22f.
17. ↑  Reinhold Stephan, Bochum: Zur Geschichte des Rauchwaren-Handels im Altertum und Mittelalter und die Erschließung des russisch-asiatischen Raumes vom 16.-18. Jahrhundert. Inaugural-Dissertation Universität Köln  1940, S. 17. Inhaltsverzeichnis. Primärquelle: Friedrich Hottenroth: Handbuch der Deutschen Tracht. Stuttgart o. J., S. 88, 101.
18. ↑  Reinhold Stephan, S. 21. Primärquelle Hottenroth o. J., S. 113.
19. ↑  Alexander Tuma: Die Geschichte der Kürschnerei. S. 65.
20. ↑  Alexander Tuma: Geschichte der Kürschnerei. S. 85.
21. ↑  Reinhold Stephan S. 36. Primärquelle Adam von Bremen, 4. 20 in  M. G. SS VII, S-. 394; Johann Falke: Die Geschichte des deutschen Handels. Leipzig 1859, 2 Bände, S. 101.
22. ↑  Reinhold Stephan S. 38. Primärquelle H. Bächthold: Der norddeutsche Handel im 12. und beginnenden 13. Jahrhundert. Berlin und Leipzig 1910, S. 77.
23. ↑  Reinhold Stephan S. 38–39. Primärquelle H. v. Loesch: Die Kölner Zunfturkunden bis zum Jahre 1500. 2 Bände, Bonn 1907, Band 1, S. 307 ff.
24. ↑  Alexander Tuma: Die Geschichte der Kürschnerei. S. 115, 116.
25. ↑  Wilh. Stieda: Rostocker Buntfutterer und Pelzer in alter Zeit. Vortrag gehalten im Verein für Rostocks Alterthümer am 21. Mai 1889. Separathdruck aus der „Rostocker Zeitung“, Nr. 480 ff., 1889. S. 34.
26. ↑  Primärquelle Schmauss, 1747, S. 31 und S. 79, S. 336–339. Kulturgeschichtliche Hinweise zur Genese der Reichspolizeiordnung und speziell der Kleiderordnung bei Bulst/Lüttenberg/Priever, 2002, S. 32–36.
27. ↑  Philipp Zitzlsperger: Dürers Pelz und das Recht im Bild. 2008, ISBN 978-3-05-004522-1, S. 28–29 Primärquelle: Schmauss, 1747, S. 336–339. Kulturgeschichtliche Hinweise zur Genese der Reichspolizeiordnung und speziell der Kleiderordnung bei Bulst/Lüttenberg/Priever, 2002, S. 32–36.
28. ↑  Philipp Zitzlsperger: Dürers Pelz und das Recht im Bild. S. 31–32.
29. ↑  Reinhold Stephan S. 46. Primärquelle J. Kulischer: Russ. Wirtsch.-Gesch. Band 1, G. Fischer, Jena 1925, S. 116.
30. ↑  Philipp Manes: Die deutsche Pelzindustrie und ihre Verbände 1900-1940, Versuch einer Geschichte. Berlin 1941 Band 2. Durchschrift des Originalmanuskripts, S. 27 (Kollektion G. & C. Franke).
31. ↑  Christoff Weigel: Abbildung der Gemein-Nützlichen Haupt-Stände Von denen Regenten Und ihren So in Friedens- als Kriegs-Zeiten zugeordneten Bedienten an / biß auf alle Künstler und Handwercker. Regensburg 1698, S. 617 (Online-Ausgabe der Sächsischen Landesbibliothek – Staats- und Universitätsbibliothek Dresden, zuletzt abgerufen am 16. Oktober 2024).
32. ↑  H. Werner: Die Kürschnerkunst. Verlag Bernh. Friedr. Voigt, Leipzig 1914, S. 97.
33. ↑  Alexander Tuma: Pelz-Lexikon. Pelz- und Rauhwarenkunde. XIX. Band. Verlag Alexander Tuma, Wien 1950. Stichwort „Marderblende“.
34. ↑  Der Kirschner. Halle 1762, „Werkstätten der heutigen Künste“, Berlin.
35. ↑  Paul Schöps u. a.: Der Materialbedarf für Pelzbekleidung. In: Das Pelzgewerbe Jg. XVI / Neue Folge 1965 Nr. 1, Hermelin-Verlag Dr. Paul Schöps, Berlin u. a., S. 7–12. Anmerkung: Die Angabe für ein Body erfolgte nur, um die Fellsorten besser vergleichbar zu machen. Tatsächlich wurden nur für kleine (bis etwa Bisamgröße) sowie für jeweils gängige Fellarten Bodys hergestellt, außerdem für Fellstücken. Folgende Maße für ein Mantelbody wurden zugrunde gelegt: Körper = Höhe 112 cm, Breite unten 160 cm, Breite oben 140 cm, Ärmel = 60 × 140 cm.
36. ↑  
Alexander Tuma: Geschichte der Kürschnerei. Verlag Alexander Tuma, Wien 1967, S. 47.
37. ↑  Polizeiordnung von Karl V. 1530 auf Wikimedia Commons
38. ↑  Philipp Zitzlsperger: Dürers Pelz und das Recht im Bild. Akademie Verlag, Berlin 2008, ISBN 978-3-05-004522-1. Primärquelle: Tabelle übernommen aus Bulst/Lüttenberg/Priever, 2002, S. 33.
39. ↑  Wolfgang Hildebrand: Kunstbüchlein Vor die Kürschner, Riemer, Senckler, und ... Erfurt 1614 (Digitalisat der SLUB Dresden).
40. ↑  Reinhold Stephan, S. 113. Primärquelle: v. Peyssonel: Die Verfassung des Handels auf dem Schwarzen Meere. Aus dem Französischen übersetzt, Leipzig 1788, S. 101, 301, 457.
41. ↑  Reinhold Stephan S. 113. Primärquelle Peyssonel 1788, S. 192, 193.
42. ↑  Reinhold Stephan S. 114. Primärquelle Peyssonel 1788, S. 384.
43. ↑  Reinhold Stephan, S. 126. Primärquelle K. R. v. Baer: Nachrichten aus Sibirien und der Kirgisen-Steppe. St. Petersburg 1845, S. 133.
44. ↑  Fritz Schmidt, S. 236, nach Lübstorff.
45. ↑  Kurt Nestler: Rauchwaren- und Pelzhandel. Max Jänecke Verlagsbuchhandlung, Leipzig 1929, S. 105.
46. ↑  Friedrich Malm, August Dietzsch: Die Kunst des Kürschners. Fachbuchverlag Leipzig 1951, S. 22, 68.
47. ↑  Auskunft Hofstetter